# Alfonso Reyes Ochoa
Alfonso Reyes Ochoa (en español: ⓘ) (Monterrey, Nuevo León, 17 de mayo de 1889-Ciudad de México, 27 de diciembre de 1959), apodado «el Regiomontano Universal», fue un escritor, traductor, diplomático, jurista, filósofo y académico mexicano. Fue uno de los más importantes literatos de la lengua española. Fue uno de los fundadores de El Colegio de México, del que fue su primer presidente entre 1940 y 1958. También se desempeñó como embajador de México en Argentina, Brasil, Francia y España. Fue miembro de El Colegio Nacional y de la Academia Mexicana de la Lengua que dirigió entre 1957 y 1959.

## Orígenes familiares

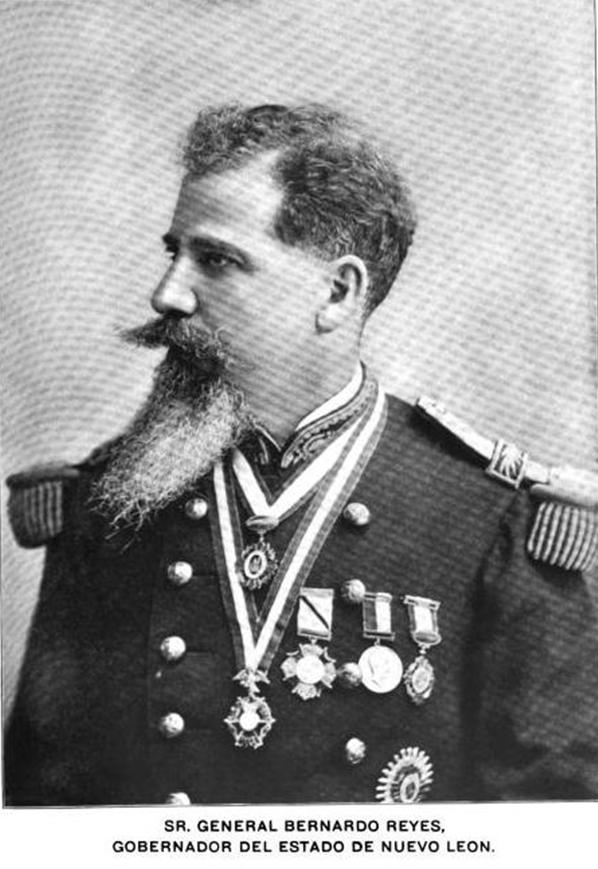
Retrato del general Bernardo Reyes Ogazón, padre de Alfonso Reyes Ochoa

Alfonso Reyes Ochoa fue el noveno de los doce hijos del general Bernardo Reyes Ogazón, secretario de Guerra y Marina y gobernador de Nuevo León, preferido sucesor a la presidencia de México por el general Porfirio Díaz, y de su esposa, la aristócrata jalisciense doña Aurelia de Ochoa-Garibay y Sapién. Estos fueron, en orden de nacimiento: Bernardo, Rodolfo, María, Roberto, Aurelia, Amalia, Eloísa, Otilia, Alfonso, Guadalupe, Eva y Alejandro.
También tuvo un medio hermano por parte de su padre: León Reyes, padre de la muralista Aurora Reyes. León era hijo de una novia de Bernardo Reyes, tenido antes de su matrimonio con Aurelia Ochoa. León nació en Durango el 29 de junio de 1870 y se integró a la familia cuatro años antes de que Alfonso Reyes naciera. Era Todo un perdonaré, y con él tuvo Alfonso una relación especial. Como explica Alfonso Reyes: "se dejaba ver de tarde en tarde. Ingeniero militar adscrito a una comisión geográfica, recorría el país y algunas veces aparecía por casa. Como poseía una fuerza prodigiosa, con los dedos doblaba los quintitos de plata". Otra muestra de su personalidad la recoge José Luis Martínez en la siguiente anécdota: cierto día "[e]ncontró a una [de sus novias] 'pelando la pava' con un galán junto a una de aquellas ventanas de barrotes de hierro. .. Abrió un poco los barrotes, le metió al rival la cabeza, volvió a cerrarlos lo indispensable, y ahí lo dejó aprisionado y dando gritos".

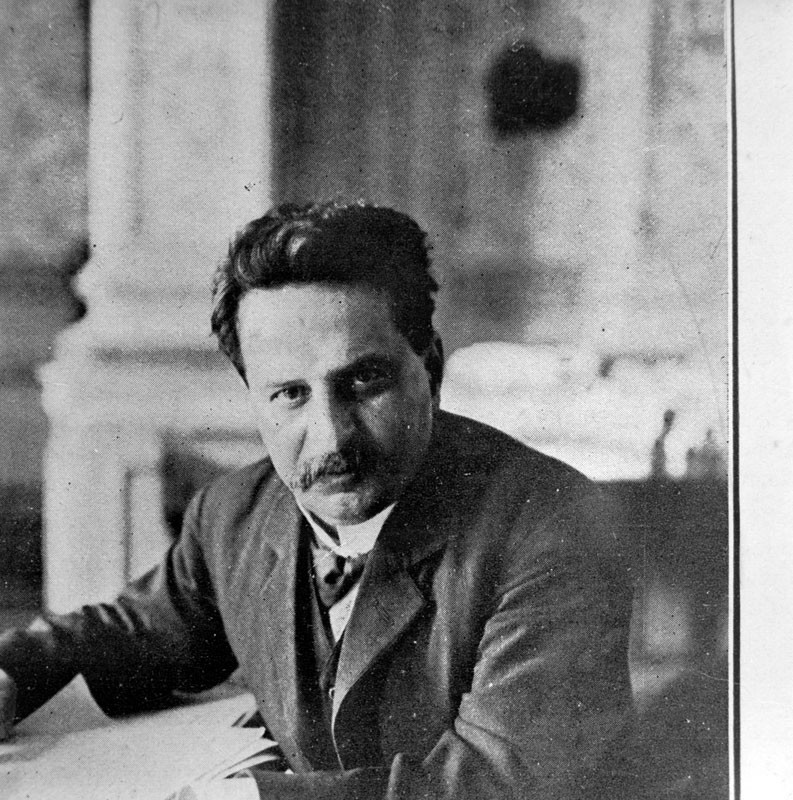
Alfonso Reyes en 1910.

León le regaló a Reyes su primera pluma fuente "[p]ara que me escribas de donde quiera que andes". Alfonso admiraba a este hermano que "había conocido los lugares más recónditos del país, las tribus más extrañas". También Aurelia, la madre de Alfonso, tenía con León una cierta confianza que no podía tener con sus hijos: ''Un día sorprendí a mi madre hablando con León de las esperanzas que fundaba en mi porvenir. El efecto fue casi trágico: un desgarramiento, un candor perdido. Lo he dejado sentir en mi poema 'El hombre triste'". Por las palabras del poema se desprende que esto debió suceder cuando Alfonso Reyes tenía diez años, hacia 1899. Sobre León Reyes, cabe leer en Adolfo Castañón, Alfonso Reyes, caballero de la voz errante.

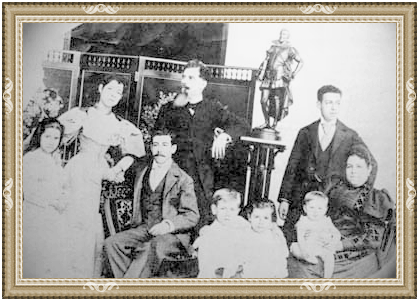
Retrato de la familia Reyes Ochoa

El padre de Alfonso Reyes, el general Bernardo Reyes Ogazón, ocupó importantes cargos durante los gobiernos de Porfirio Díaz (fue gobernador del estado de Nuevo León y secretario de Guerra y Marina). Su madre, Aurelia, fue nieta de don José Ignacio de Ochoa-Garibay y Móxica, uno de los cuatro hijos de don José Justo de Ochoa-Garibay y Ximénez y doña Juana María de Móxica y Eguía, primeros descendientes del conquistador Diego de Ochoa-Garibay en establecerse en Zapotlán el Grande, según describe el propio Reyes en su Parentalia.

## Formación e inicios
Alfonso Reyes realizó sus primeros estudios en colegios de Monterrey, en el Liceo Francés de México, en el Colegio Civil de Monterrey, y posteriormente en la Escuela Nacional Preparatoria y en la Escuela Nacional de Jurisprudencia, que tiempo después sería la Facultad de Derecho, en la Ciudad de México, en donde el 16 de julio de 1913 se graduó como abogado. En 1909, fundó, con otros escritores, el Ateneo de la Juventud, donde Pedro Henríquez Ureña, Antonio Caso Andrade y José Vasconcelos Calderón, entre otros intelectuales, se organizaron para leer y discutir a los clásicos griegos a los que tuvieron acceso (Homero, Platón, Esquilo, Sófocles, entre otros), y formular agudas reflexiones sobre la literatura y la filosofía universales, y llevar a cabo una importante labor de formación humanística. De gran relevancia fueron las críticas que hicieron al positivismo y al desarrollo que tuvo en México durante el Porfiriato, paralelas al ciclo revolucionario en el país.[cita requerida]
La Revolución mexicana de 1910 no favoreció a la familia Reyes, en virtud de su asociación con la dictadura porfirista. Reyes recuerda que escribía en su cuarto de la Ciudad de México con una carabina cargada, cerca de su escritorio; de vez en cuando, la miraba, preguntándose si tendría que usarla. En 1911, cuando tenía veintiún años de edad, publicó su primer libro, Cuestiones estéticas, el cual había empezado a escribir desde años antes.
En agosto de 1912, fue nombrado secretario de la Escuela Nacional de Altos Estudios, antecedente de la Facultad de Filosofía y Letras de la UNAM, donde impartió la cátedra de "Historia de la Lengua y Literatura Españolas".
En 1913, su padre participó en el golpe de Estado en contra del presidente Francisco I. Madero, hecho que derivaría en la lucha fratricida conocida como la Decena Trágica. El general Bernardo Reyes murió el primer día de combate, en el Zócalo de la Ciudad de México; debido a aquello es el único de los golpistas en no ser considerado como villano. Movido por este trágico hecho, Alfonso Reyes publicaría el poema dramático "Ifigenia Cruel" en 1923 y más tarde en 1930 compondría la Oración del 9 de febrero en conmemoración de esa tarde, la cual fue publicada póstumamente en 1969 por su esposa Manuela Mota. Este hecho y la posterior participación de su hermano en el gobierno de Victoriano Huerta lo hicieron marchar a Europa en junio de ese año e incorporarse a la Legación de México en Francia, puesto que desempeñó hasta 1914.

## Estancia en España

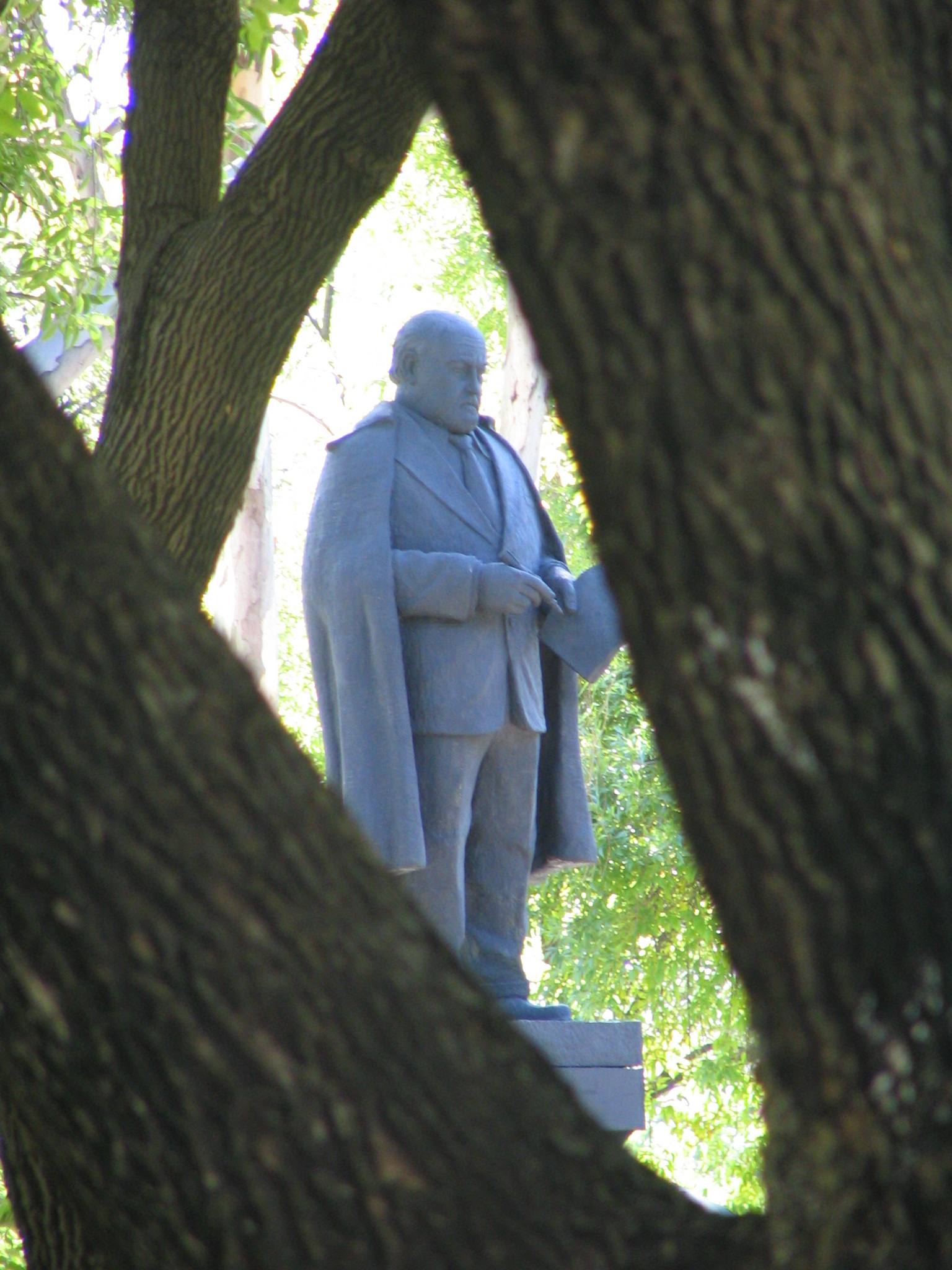
Estatua de Alfonso Reyes en Monterrey

Después de haber estado como segundo secretario de la Legación de la Embajada de México del entonces presidente Victoriano Huerta, Reyes se trasladó a España, donde residió desde 1914 hasta 1924. Esta época sería una de sus más productivas; durante ella se transformaría en un maestro de la investigación literaria y en un escritor reconocido en el mundo hispánico.

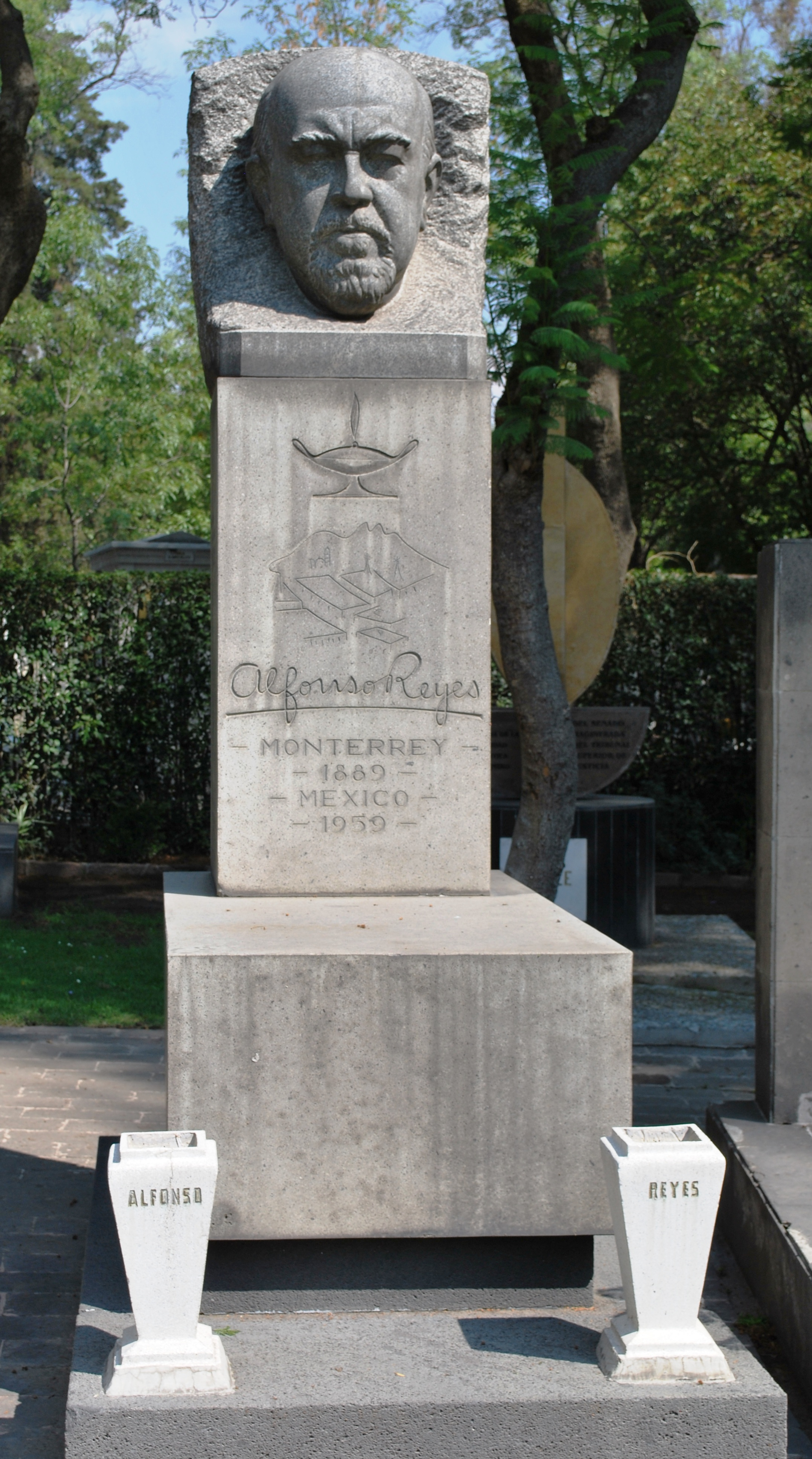
Sepulcro de Alfonso Reyes en la Rotonda de las Personas Ilustres.

En esos años pasó apuros económicos, se vio obligado a dedicarse al periodismo, la traducción, la investigación y la vida literaria, sin perder su vocación poética. Trabajó en el Centro de Estudios Históricos de Madrid bajo la dirección de Don Ramón Menéndez Pidal y bajo la supervisión del mismo, en 1919 publicó la versión en prosa del Cantar de mio Cid. Ese mismo año fue nombrado secretario de la comisión mexicana "Francisco del Paso y Troncoso" cuya misión era localizar y finalmente repatriar los documentos históricos mexicanos en Europa, con ese nombramiento se inicia su acercamiento al México posrevolucionario.
Varios de sus amigos lo instaron a naturalizarse español, pues así podría desempeñar un puesto en el gobierno. Reyes no siguió el consejo. Alguna vez se le presentó una oferta para la enseñanza y la rechazó. 
Publicó numerosos ensayos sobre la literatura española clásica y las letras del Siglo de Oro, entre los que destacan: "El Arcipreste de Hita y su Libro de Buen Amor" (1917); "Lope de Vega y El peregrino en su patria" (1919); "Prólogo a Quevedo" (1917) y "Apostillas a Quevedo" (1918), "Gracián" (1918); "Tres siluetas de Ruiz de Alarcón" (1918), para no hablar de sus estudios sobre Luis de Góngora como por ejemplo, "Góngora y 'La gloria de Niquea'" (1915). 
Por esa época Reyes colaboró con el hispanista francés Raymond Foulché-Delbosc en la edición de las Obras Completas de Góngora (la primera edición completa de este autor). Este trabajo le abrió numerosas puertas entre los poetas y escritores españoles contemporáneos y lo afianzó en el mundo de la crítica y filología. La relación de Reyes con Góngora durará toda la vida y un tomo completo de sus Obras Completas está dedicado al poeta cordobés.
En 1917 da a la estampa Cartones de Madrid (viaje por la ciudad contemporánea y los subsuelos de su historia); así como su breve y magistral obra, Visión de Anáhuac (1519). En este fresco en prosa se describe el Valle de México desde la mirada del conquistador. A lo largo de su narración alientan ecos de las Cartas de Relación de Hernán Cortés, las crónicas de Antonio de Solís, entre otros. También en esos años pública El suicida, y de 1921, El cazador y Calendario (1924) registro y constancia de su participación en la vida literaria en Madrid.
Hacia 1919, Reyes colaboraba con El Sol de Madrid, al tiempo que se encontraba entregado a los trabajos de crítica literaria y filológica sobre los clásicos españoles antes descritos e iba construyendo letra por letra, poema por poema, artículo por artículo, su propia obra. Para no perderse en los laberintos, seguía ciertos hilos, uno de ellos era el del pensamiento de Benedetto Croce: "Toda historia --ha escrito por eso Benedetto Croce--, toda verdadera historia es historia contemporánea". No extraña que haya sido colaborador de la Revista de Filología Española, de la Revista de Occidente, y de la Revue Hispanique. 
Reyes recuerda un acto de 1923 de la siguiente manera: "El 14 de octubre, a invitación mía, anónimamente distribuida, nos reunimos algunos amigos en el Jardín Botánico de Madrid para consagrar al recuerdo de Mallarmé cinco minutos de silencio". De esta iniciativa dio cuenta José Ortega y Gasset en el primer número de la Revista de Occidente (noviembre, 1923).
Durante estos años sostuvo una intensa correspondencia con hispanoamericanos: Jorge Luis Borges, Pedro Henríquez Ureña, José María Chacón y Calvo; mexicanos: Julio Torri, Martín Luis Guzmán, Rafael Cabrera, Artemio de Valle-Arizpe, Manuel Toussaint, Genaro Estrada, Enrique González Martínez y Diego Rivera; españoles: Unamuno, Azorín, Jiménez, Valle-Inclán y Gómez de la Serna; Ortega y Gasset y franceses como Valery Larbaud y Raymond Foulché-Delbosc.

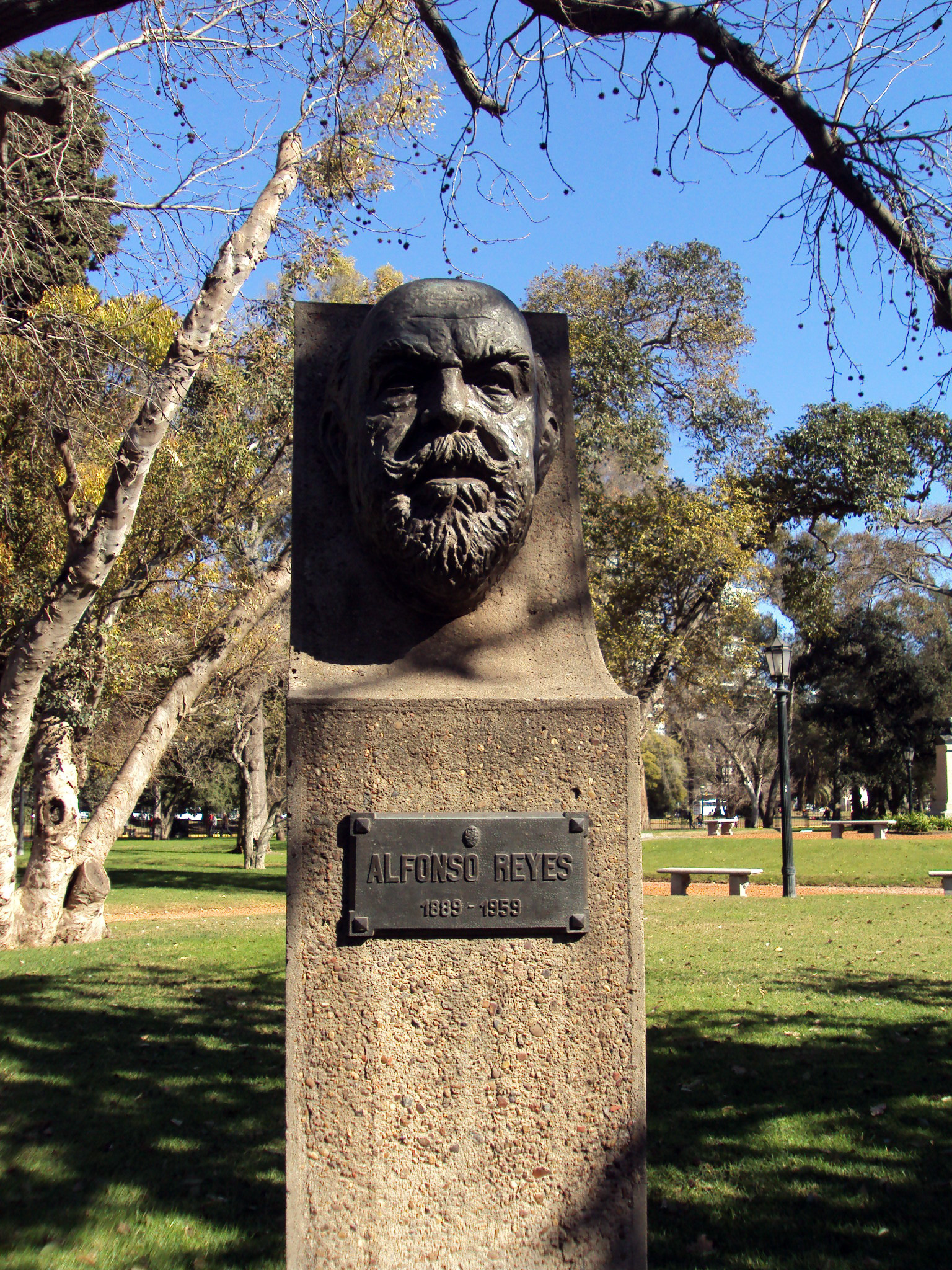
Monumento a Alfonso Reyes en Buenos Aires

La figura de Reyes no fue ignorada por el gobierno mexicano y pronto sería llamado de vuelta a su país por un breve periodo. El sábado 12 de abril de 1924, cuenta Alfonso Reyes, "mis compañeros, reunidos a la una y media de la tarde en el restaurante Lhardy me ofrecieron su despedida. Firmaba la invitación Eduardo Gómez de Baquero, Francisco A. de Icaza, 'Azorín', Enrique Díez-Canedo, José María Chacón y Calvo, Manuel Azaña, Ramón Gómez de la Serna, Melchor Fernández Almagro, Antonio Marichalar, Édgar Neville y Cipriano Rivas Cherif".
Para más sobre esta etapa de Reyes, puede consultarse Alfonso Reyes and Spain : his dialogue with Unamuno, Valle-Inclan, Ortega y Gasset, Jimenez, and Gomez de la Serna de Barbara Bockus Aponte.

## Paréntesis en México (1924)
Reyes sale de Madrid el 17 de abril de 1924 "despedido efusivamente por amigos" numerosos. Reyes llega el 7 de mayo a Veracruz, su llegada no pasó desapercibida, y fue saludada por escritores como Francisco Monterde y Enrique Fernández Ledesma. El primero de junio el Pen Club de México, dirigido por Genaro Estrada le organiza una comida en la que se distribuyó el poema "Noche de mayo" como una "Pajarita de Papel" (es decir, un volante finamente impreso). El 20 de mayo es recibido como miembro correspondiente de la Academia Mexicana de la Lengua y presentó la iniciativa del Diccionario Tecnológico. El 3 de julio de ese mismo año le da la "Despedida a José Vasconcelos", su amigo y compañero del Ateneo de la Juventud, quien estaba hasta entonces a cargo de la Secretaría de Educación Pública. También se encontrará con otro amigo entrañable de aquella época, Antonio Caso.
Un día después de la Despedida, el 4 de julio, Alfonso Reyes inicia la escritura de su Diario que sólo terminará hasta su muerte.

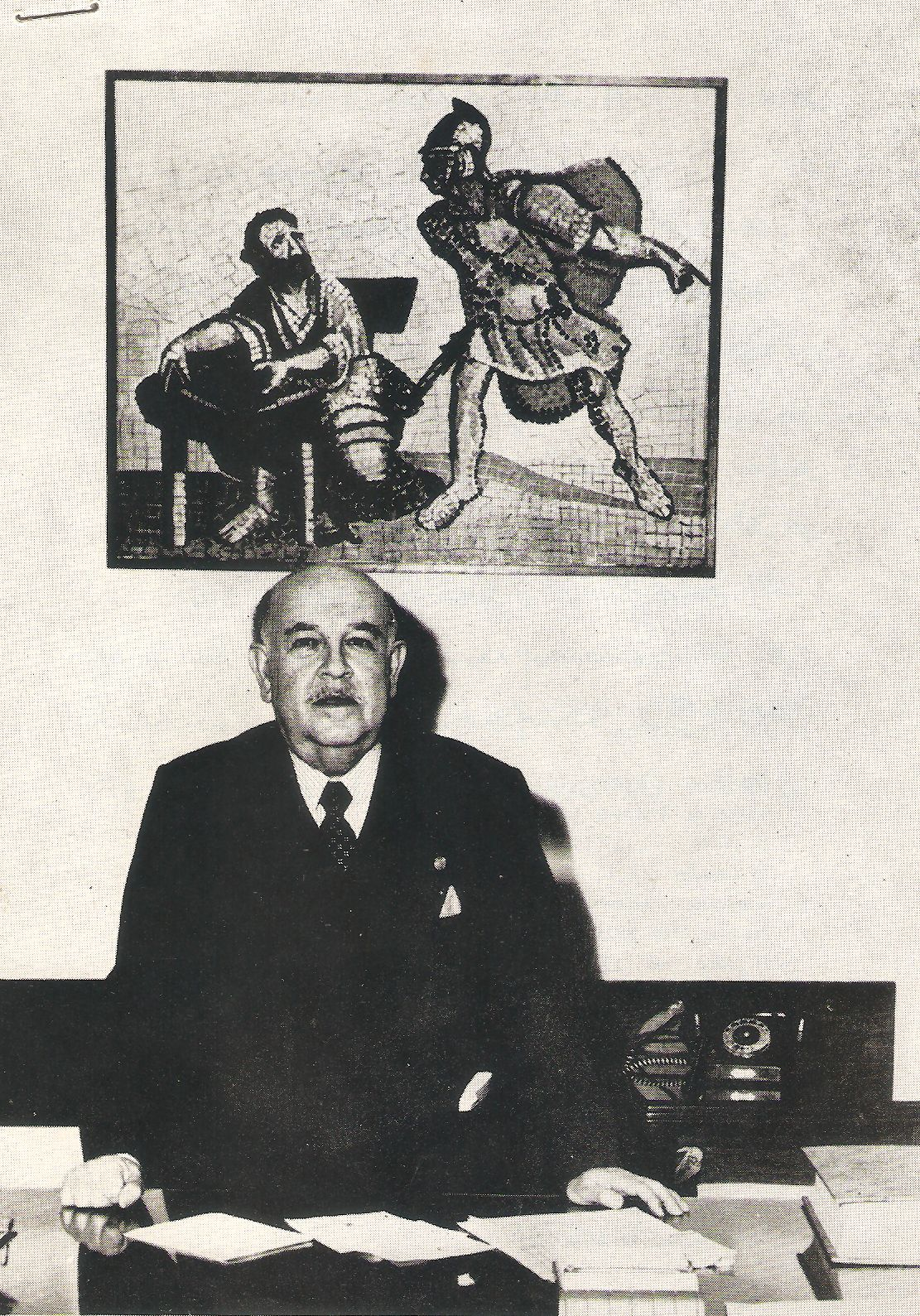
Alfonso Reyes en los últimos años de su vida

La animada vuelta a México duró hasta fines de 1924. Sale de la Ciudad de México el 23 de septiembre y llega al día siguiente en tren a Monterrey, su ciudad natal. Al llegar se encontró con viejos amigos y antiguos conocidos como su condiscípulo del colegio civil, Ignacio H. Valdés, con quien sostuvo una correspondencia y el Cabo Maximino Mata Cabello, quien le enseñó a disparar con escopeta a codornices, palomas y conejos y a montar a caballo. Dice Reyes que el Cabo Mata fue "uno de los palafreneros de mi niñez que me obsequió mi primer caballo 'El grano de oro' (ver mi poema 'Los caballos'")

## Madrid, París y Roma (1924)
El 30 de septiembre llega Nueva York. Sólo él sabe que lleva una carta confidencial del presidente Álvaro Obregón a Alfonso XIII, rey de España, con un encargo privado: interceder en el conflicto que entonces afectaba a España y a los "jefes marroquís". El 15 de octubre visita en el Hotel Majestic (París) al general Plutarco Elías Calles y le entrega un mensaje del entonces presidente, Obregón. Después de un viaje en tren, llega a Madrid el 23 de octubre de 1924.
El 3 de noviembre visita a Alfonso XIII, cumple su encargo y toma unos días para visitar París de paso a México. En esta ciudad, le pide Genaro Estrada que se quede en París. El 29 de ese mes, se encuentra con Ramón Menéndez Pidal (quien ese día recibe un doctorado honoris causa) y un compañero de él, Américo Castro. 
El 14 de diciembre le dan la noticia de que será ministro y dos días después, el 16 de diciembre de 1924 recibe el agrément (es decir, el beneplácito del gobierno francés) para convertirse en representante de México y queda a la espera de recibir sus cartas credenciales. A fin de año decide viajar a Roma para pasar el fin de año y sale a la capital de Italia a visitar a su amigo Justo Gómez Ocerín y su esposa Conchita, con quienes había convivido en las estancia española. Consejero de la Embajada de España ante la Santa Sede, Justo se alojaba en el Palazzo di Spagna. Alfonso Reyes aprovecha esos días en Roma, no sólo para conocerla en sus distintos planos, sino para hacer pequeños viajes relámpago a Turín, Milán, Venecia, Florencia y Génova.

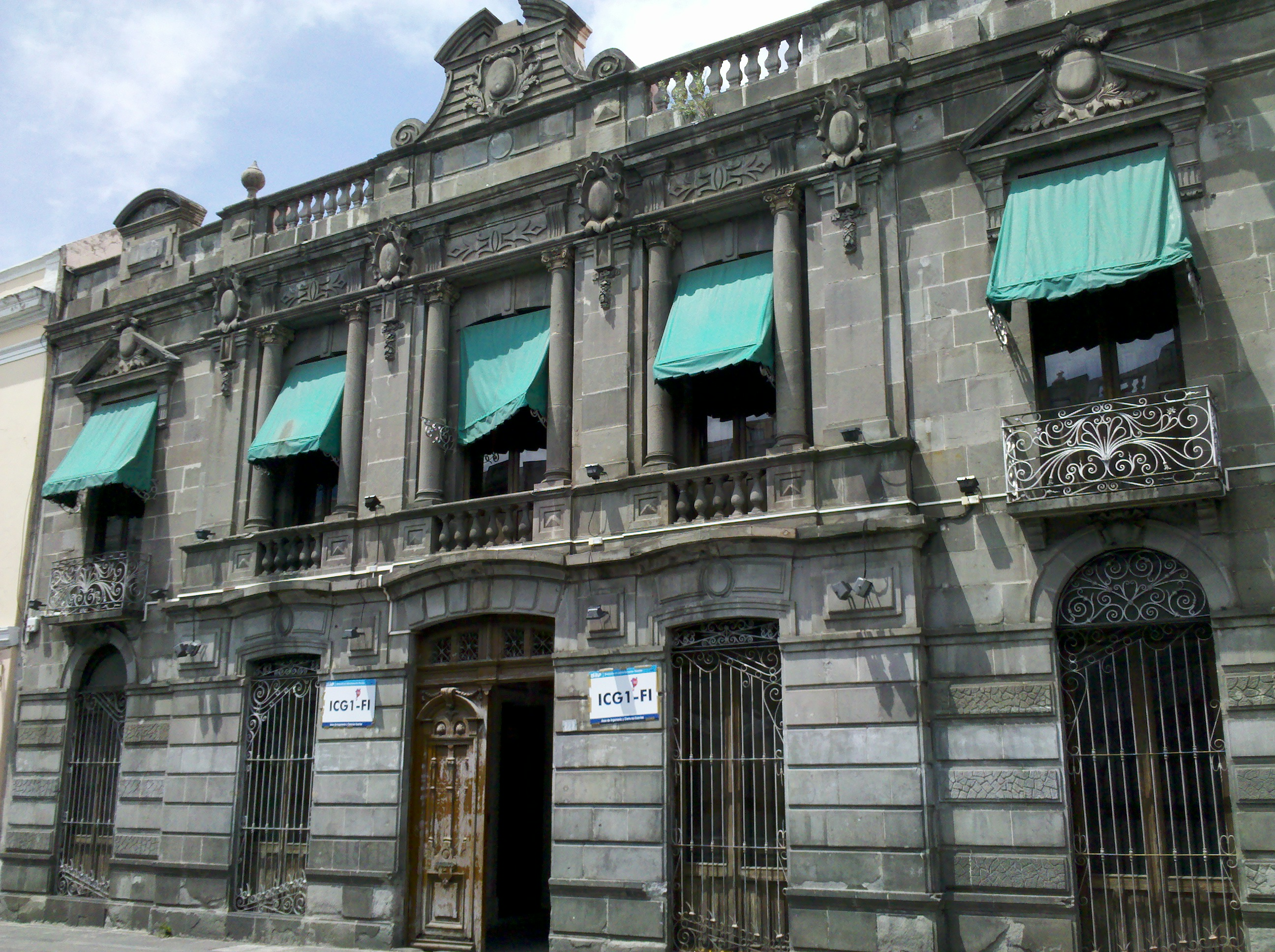
Edificio Alfonso Reyes en la ciudad de Puebla

## Vida y misión diplomática

### París (1925-1927)
El 8 de enero de 1925 sale de camino a París y llega cuatro días después, el 12 de enero. Reyes se encontrará en el París de 1925 algunos amigos que había encontrado en 1913 como el crítico peruano Francisco García-Calderón autor del prólogo de Cuestiones estéticas (1910) y a hacer nuevas relaciones como con el escritor ecuatoriano y embajador Gonzalo Zaldumbide. En la residencia de este, el 12 de diciembre de 1925, se ofrecerá una lectura pública de Ifigenia Cruel en la que estarán presentes Francisco I. Ventura, José Vasconcelos, Jules Supervielle y Ernest Martinenche.

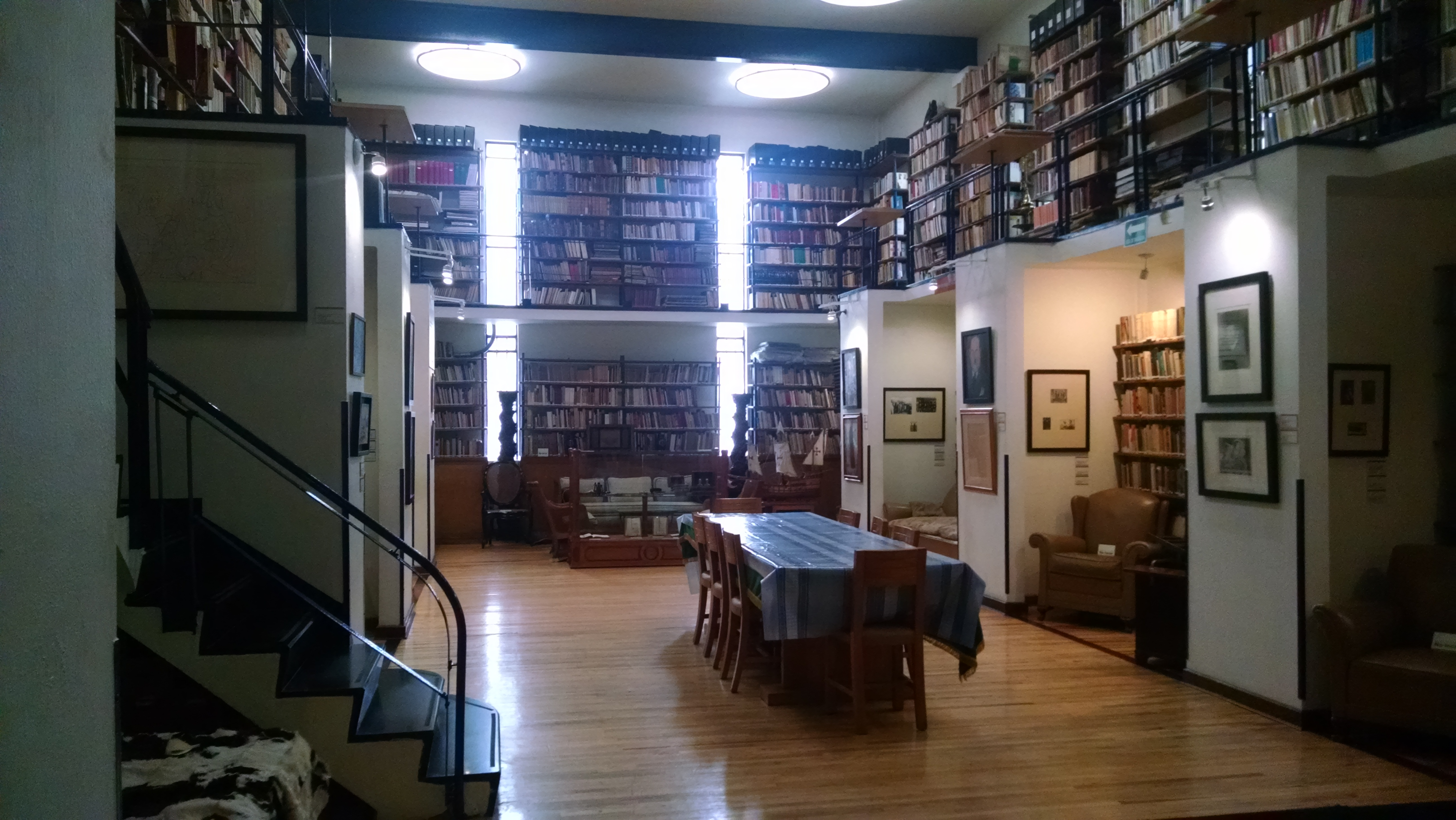
La Capilla Alfonsina, o biblioteca de Alfonso Reyes en la Ciudad de México

Presenta sus credenciales como embajador el 25 de enero de 1925 y se encuentra "en pleno océano de la tournée diplomática" en consecuencia apenas tiempo de leer y escribir. Da entrevistas y lo saludan en la prensa el Paris Times, L'europe nouvelle y La revue de la Amerique Latine (entre otras). El 15 de marzo del 25 este último medio le ofrece un banquete con 180 cubiertos. 

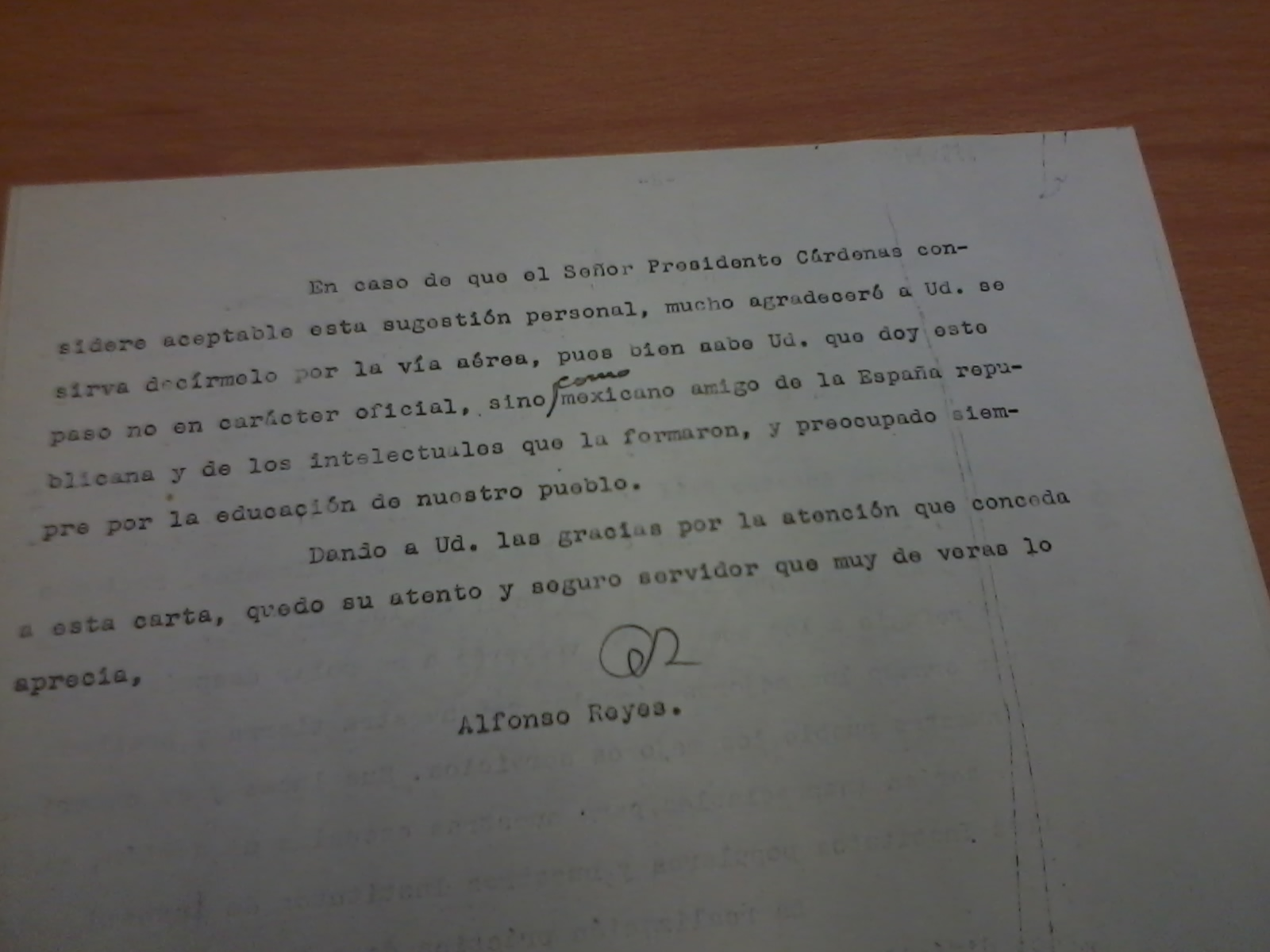
Firma de Alfonso Reyes en carta dirigida al licenciado Luis I. Rodríguez, secretario particular del presidente de la República Lázaro Cárdenas del Río en uno de los documentos relacionados con el exilio republicano español en México (caja 4, expediente 12, del fondo documental "Daniel Cosío Villegas" del Archivo Institucional/Archivo Histórico de El Colegio de México).

Más allá del mundo diplomático, Reyes trata a artistas plásticos como Gregorio Prieto, Pedro Figari, el pintor y poeta Ángel Zárraga y su paisano, el escultor Carlos Bracho, Foujita, el caricaturista Toño Salazar, Robert y Sonia Delaunay entre otros. Es conocida su amistad con la legendaria actriz, modelo y cantante Kiki de Montparnasse. También en contacto con otros autores, algunos de ellos son Corpus Barga, Jean Cassou, Válery Larbaud, Marcel Auclair, Mathilde Pomès, los hermanos Francisco y Ventura García-Calderón, el mexicano José María González de Mendoza; los hispanistas Charles Lesca y Raymond Foulché-Delbosc, Alcides Arguedas, Vicente Huidobro, Armand Godoy presidente de la Asociación France-Amerique Latine, Mariano Brull y sus dos hijas, para quienes compondría más adelante las célebres jitanjáforas, Paul Valéry, Henri Focillon, Paul Groussac, Gabriela Mistral (con quien sostuvo correspondencia) y Palma Guillén, Jean Giraudoux, Paul Morand, con quien tendría una gran amistad, Jules Romains, Francis de Miomandre, Jean Cocteau, y la librera Adrienne Monnier, con el poeta y diplomático Saint-John Perse, autor de Anabasis, poema que algunos creen afinado con Visión de Anáhuac de Alfonso Reyes, además de la traductora de este mismo libro Jean Guérandel.
El 16 de septiembre de 1925, fiesta de la Independencia Mexicana, Reyes organizó un banquete al que asistieron 650 personas. En él Manuel M. Ponce tocó el piano y su esposa cantó "Las Mañanitas" y "La estrellita". 
En enero de 1926, compone "Carta a dos amigos" (se refiere a Enrique Díez Canedo en París y Genaro Estrada en México) en la cual hace un esbozo para organizar sus libros y papeles. Esta epístola permite al lector tener una imagen del proyecto editorial que el Alfonso Reyes de 35 años tenía; el cual estaba dividido en tres grandes categorías: "libros verdaderos"; "libros de agregación casual"; y "papeles prehistóricos". Ese mismo año promueve el ingreso de México en el Instituto de Cooperación Intelectual dependiente de la Sociedad de Naciones, institución que será el antecedente de la UNESCO.
El 10 de marzo de 1926 dicta la conferencia “Simples remarques sur le Mexique”, la cual contiene una visión de México en el que saluda el proceso constructivo de la revolución mexicana. También en ese año se encontraría con el exrector de la UNAM, Ezequiel A. Chávez, quien dio una conferencia el 16 de diciembre en la Sorbona. Otras figuras que trató Reyes en esa época fueron Miguel de Unamuno, gran lector, como Reyes, de Marcel Proust. Por cierto, Reyes casualmente ocuparía el departamento en que el autor de En busca del tiempo perdido había pasado los tres últimos años de su vida, en el número 44 de la Rue Hamelin, en el quinto piso. A Reyes le sorprendió, como dice Paulette Patout esa "extraña coincidencia, el 18 de noviembre de 1924, dos años exactos después de la muerte del escritor" se instaló en París. Ahí Reyes hizo amistad con el portero del edificio. Otro personaje vinculado con el mundo de Marcel Proust, con el que Reyes tuvo contacto, fue el escritor Ramón Fernández.
Ese año publica el libro de versos Pausa y Reloj de Sol que merecerá más tarde una reseña de Jorge Luis Borges.
En París, también trabajó en el manuscrito de Cuestiones Gongorinas que sería publicado en España en Espasa Calpe en 1927 y que le abriría las puertas de la estima de los poetas españoles de la generación del 27 (Gerardo Diego, Dámaso Alonso, José Moreno Villa, Pedro Salinas, Jorge Guillén, entre otros) que estaban empeñados en poner a Góngora en el primer plano de la creación.
En términos diplomáticos, el 27 de agosto de 1926 y gracias a las gestiones de Reyes se perfiló una legación de México en Suiza; obtuvo el beneplácito suizo como ministro de México, pero este no fue efectivo de inmediato. 
Después de haber pasado unos meses de incertidumbre en relación con su destino diplomático, Reyes entrega al presidente de la Tercera República Francesa (Gastón Doumerge) el 14 de marzo de 1927 sus cartas de retiro. Se le ofrecen dos banquetes de despedida el día 19 de marzo, uno con 200 personas y otro con 1000. Ese mismo día Paul Valéry le hace llegar un ejemplar dedicado de su poema "La joven parca" (La Jeune Parque).
Sale de Francia el 20 de marzo de 1927 desde el puerto de Saint-Nazaire hacia Veracruz pasando por La Habana. Desembarca en Veracruz el 7 de abril de 1927.

### México (7 de abril - 4 de junio de 1927)
En Veracruz fue recibido por el general de División Arnulfo R. Gómez y por una delegación de la publicación estridentista Horizonte y desde Xalapa, Manuel Aples Arce le envió un telegrama de bienvenida.
Durante las semanas que estuvo en México (menos de dos meses) Reyes reencuentra a su familia, amigos y compañeros de trabajo (como Genaro Estrada y Xavier Icaza).
El 8 de abril se entera de que su próximo destino diplomático será Argentina (cargo para el cual había sido nombrado desde el primero de abril), donde encabezará la primera embajada de México en ese país, con sede en Buenos Aires. Luego de las conferencias obligadas en Relaciones Exteriores, se encuentra con el presidente de la República el general Plutarco Elías Calles el 22 de abril. Temas de conversación: las líneas generales de la próxima misión, la agricultura y la sugerencia que le hace el presidente de visitar la escuela agrícola de Michoacán (recuérdese el gran interés que tenían los dirigentes de esa época en el desarrollo de la educación rural y la capacitación de la juventud en asuntos de agronomía). Reyes cuenta que le recordó "los planes de Hidalgo para introducir la vid y el gusano de seda".
Por esos días el grupo literario y poético organizado en torno a la revista Contemporáneos (Xavier Villaurrutia, José Gorostiza, Carlos Pellicer, etc.) le ofrece un banquete y otro grupo encabezado el del Pen Club encabezado por Genaro Estrada también le ofrece una reunión en su honor.
Se traslada a Monterrey unos cuantos días (del 10 al 16 de mayo de 1927) y es recibido por la prensa y una comitiva dirigida por el próximo a ser gobernador Aarón Sáenz, tiene encuentros familiares y amistosos, y hace visitas y excursiones a lugares como la cascada Cola de Caballo y la casa de El Mirador.
El 17 de mayo regresa a la capital, vía Querétaro, ahí cumple 38 años y en la tercera semana de ese mismo mes, ya en la Ciudad de México, sostiene conferencias y encuentros relacionados con su próxima misión en Argentina, la cual en líneas en generales abarcaba los siguientes puntos: 
1. Establecer una línea de navegación directa México-Argentina
2. Que Argentina envíe representantes a Centroamérica y apoye una unión de Repúblicas en esa región
3. Armar una agencia de prensa
4. Establecer un servicio de radio (que entonces sólo llegaba de México a Santiago y que se aspira que llegue a Buenos Aires con escala en Colombia)
5. Auspiciar una reunión para la Sexta Confederación Panamericana y cuidar los detalles de su organización[84]

El viernes 3 de junio a las nueve de la noche sale rumbo a Laredo. El 4 de junio llega por la noche a Monterrey, siga a San Antonio y el día 6, llega a San Luis (Misuri) y asiste a una ópera en el "gran parque". Toma el tren para llegar a Nueva York y llega el 8 de junio de 1927, ve Julio César de William Shakespeare puesta en escena por la legendaria compañía de los Famous Players (fundada por Sarah Bernhardt y Adolph Zukor) en el New Amsterdam. Se queda en esta ciudad hasta el 12 de junio, en ese plazo se encuentra con Antonio Castro Leal, Carlos Chávez, José Juan Tablada quien le muestra su colección iconográfica mexicana y con un Rufino Tamayo de 28 años, quien le muestra las acuarelas que expuso en Art Center de esa ciudad. El cónsul Prieto le da noticias de su próxima misión en Argentina.

### Viaje en el Vauban (11 de junio - 2 de julio de 1927)
El 11 de junio embarca en un "barco pequeño y agradable" llamado Vauban a las dos de la tarde y estará en esa embarcación hasta el 26 de ese mes. El barco pequeño es suficientemente grande para que en la cubierta se juegue al golf, deporte al cual Reyes era aficionado. También se organizaban campeonatos y concursos de diversos deportes a bordo. En esa travesía, la noche del 16 de junio, ve "por primera vez la Cruz del Sur (... des étoiles nouvelles)". El 18 de junio recibe un telegrama de Ortiz Rubio, expresidente de México y embajador en Río de Janeiro, informándole que ha recibido el beneplácito del gobierno argentino por su nombramiento como embajador. El 20 de junio cruza el Ecuador y por este acontecimiento es costumbre en el barco hacer una fiesta disfraces y bautizar a los no iniciados con harina y huevo. El 25 de junio se celebra una despedida del capitán, cuenta cuentos escoceses, se encuentra con una comisión de arquitectos estadounidenses que van a un Congreso en Buenos Aires. El 26 de junio llega Río de Janeiro y antes de desembarcar le dan la bienvenida el embajador Ortiz Rubio y el consejero Nervo. Los periódicos de Río anuncian su llegada y tiene encuentros con los representantes de La Razón y La Nación (Buenos Aires). Ese mismo día, en su cena de bienvenida, Ortiz Rubio le entrega un telegrama de Genaro Estrada dándole la noticia que el decreto de embajada comenzará a tener efectos desde el 9 de julio y que debe esperar sus nuevas credenciales en Buenos Aires.
En Río de Janeiro visita las playas, va al jardín botánico, da entrevistas, y vuelve a bordo el 29 de junio y ese día manda a Carlos Pellicer el poema titulado: "Al pasar por Río"
Continúa su viaje hacia Uruguay y llega a Montevideo el 30 de junio de 1927. Intercambia claves con los miembros de la embajada en Uruguay. Llega Buenos Aires el 2 de julio de ese mismo año y es recibido por amigos, prensa y gobierno.

### Embajada en Argentina (2 de julio de 1927 - 4 de abril de 1930)
Desde los primeros días empieza a tomar el pulso de la vida cotidiana no siempre fácil en la representación diplomática antes de recibir sus credenciales como embajador. Inicia visitas con funcionarios argentinos, el ministro Gallardo y el Sr. Labougle. Recibe telegrama del presidente de México, Calles y del Secretario de Relaciones Exteriores, Genaro Estrada, quien le pide "remita presupuesto mínimo, meta en orden personal, espere credenciales". Busca y encuentra una sede para la embajada, escribe a Relaciones y a Hacienda (en la que está Luis Montes de Oca). El 4 de julio recibe los primeros ejemplares de su libro Cuestiones gongorinas que publicó la Espasa Calpe en Madrid. El 8 de agosto de 1927 presenta sus credenciales de embajador al presidente de Argentina Marcelo Torcuato de Alvear y Pacheco y en el Salón Blanco de la Casa Rosada con el ceremonial de protocolo.
El 14 de agosto el Grupo Renovación que animaba la revista Valoraciones (1923-1928) lo lleva a La Plata. En esta revista publicaban Henríquez Ureña, Borges y el propio Reyes publicaría más tarde algunos artículos. Diez días más tarde la redacción de la Revista Nosotros le brindan un banquete que califica Borges de "soberbio" con 100 cubiertos, en este evento participa el decano de los escritores, Ricardo Rojas; Aníbal Sánchez Reulet de la revista Valoraciones; uno de los redactores de la revista porteña Nosotros (fundada en 1907), Emilio Suárez Calimano; Fernández Moreno recita algunos versos y el ministro de educación Antonio Sargana.
El 12 de septiembre comienza las preparaciones de la primera gala diplomática que se celebraría el 16, a la que asistirían 800 personas, entre ellas el presidente Alvear. El 15 de ese mes hubo fiestas en las escuelas y conservatorios que llevaban el nombre de "México" y a las que Reyes tenía la obligación de asistir. El 17 de octubre se encuentra con Victoria Ocampo, la futura directora de la revista Sur, y Nieves Gonnet de Rinaldini, con quienes Reyes tendrá una relación personal y epistolar. En diciembre, según el Diario, Reyes escribe el prólogo para la edición argentina de la novela Pero Galín de Genaro Estrada que publicaría la casa Tor (nunca publicado). También durante este mes escribe para la revista argentina Caras y Caretas, en otros, el artículo sobre la llegada del piloto aviador Charles Lindbergh. El fin de año implica para Reyes hacer cuentas y el 24 de este último mes del año, anota la lista de clubs a los que pertenece y debe asistir: Jockey Club, Club de gimnasia y esgrima, Club argentino de tenis, Círculo militar, Club de Belgrano, Biblioteca del Congreso Nacional de Mujeres, Club del Progreso, Amigos del Arte, Club Argentino de Ajedrez, sin contar los clubs a los que está afiliado en París (Comité France Amerique, Cercle interallié, Paris Amerique Latine y la Bonne Etape, de los cuales es fundador). Esta lista da cuenta de la intensa actividad social del escritor y embajador y entre esas asociaciones destaca Amigos del Arte la sociedad que revolucionó la vida argentina y en la cual Reyes tuvo una intensa participación. De esta sociedad deja Reyes una semblanza en uno de sus informes diplomáticos. Las vacaciones de fin de año las pasó en el pequeño pueblo de Tandil, donde había rentado para él y su esposa una pequeña propiedad: "La Pascuala", lugar en el que redactaría algunos textos que luego formarían parte de la Experiencia Literaria. También aquí escribió "La caída. Exégesis en marfil", una especie de poema en prosa sobre una elaborada filigrana titulada "La caída de los ángeles rebeldes" en el Museo Arqueológico Nacional (en Madrid).

#### 1928
El 12 de enero de 1928 firma el tratado de Propiedad Literaria Científica y Artística entre México y Argentina. El 10 de marzo Reyes anota en su diario que pasa rumbo a Chile su antiguo amigo, Alfonso Cravioto, quien va rumbo a su cargo como primer embajador de México en Santiago. El 12 de marzo Cravioto y Reyes se ponen al día en relación con las diversas noticias de México, en particular con las provenientes del sureste y del contrabando ["contlapachar"] en aquella región fronteriza entre Chiapas, Campeche, Quintana Roo y Belice. Ese mismo día, en Buenos Aires, se encuentra con el escritor español Ramiro de Maeztu con el cual compartía una visión desencantada de la modernidad y algunas de las ideas que están en el texto de Reyes "Problemas de un joven novelista" La actitud ulterior de Maeztu en relación con la República lo distanciará de Reyes y será fusilado por los republicanos el 29 de octubre de 1936.
Al mismo tiempo que publica en Argentina en revistas como Proa ( "Estética, estática") o la Revista Índice de Bahía Blanca (donde publicó el casi soneto "Brindis"), no deja de tener presente a México y colabora con la Revista del ejército y la marina con la "Teoría del Sable", una pequeña reseña de Teoría para el manejo del sable a caballo de Mariano Arista, obra que heredó de su padre. Estas páginas formarán después parte del proyecto de Memorias, Crónica de Monterrey.
El 20 de abril de 1928, Reyes recibe la traducción al francés de Visión de Anáhuac (1519) [Vision de l'Anahuac] versión de Jeanne Guérandel e introducción de Valery Larbaud, quien se encargaría de difundir las obras de Alfonso Reyes en Francia y sostendría con éste una interesante correspondencia. Éste sería su primer libro en francés. Un día después, el 21 de abril, es invitado a descubrir una placa de bronce artístico de Elena Guarnacchia en la calle de México, entre Ríos, y da un discurso sobre esta calle de Buenos Aires.
El 27 de mayo de 1928 toma el barco para estar unos días en Montevideo, donde visitará Juana de Ibarbourou cuyo hijo se encontraba muy enfermo y con quien Reyes tenía una relación de amistad y de admiración literaria. En Uruguay dicta una conferencia titulada "Última crisis pensamiento mexicano".
El 14 de junio, en Buenos Aires, dicta su conferencia "Sabor de Góngora" en el marco de las actividades organizadas por la Sociedad Amigos del Arte. Texto que después se publicaría íntegramente un día después en La Nación de Buenos Aires y que se recoge en "Tres alcances a Góngora" en el Tomo VII de las Obras Completas.
El 17 de julio de 1928, llega un telegrama a las 14:30 anunciando que Obregón fue asesinado en un banquete por un supuesto caricaturista. Un mes antes, el 27 de junio Reyes daba una conferencia "El hombre y la naturaleza en el mundo de Segismundo" en la Universidad, este texto está compilado en las Obras Completas Tomo VI.
El 25 de agosto de 1928 llega a Buenas Aires el filósofo José Ortega y Gasset, con quien había sostenido una intensa amistad en sus años madrileños. La vida y obra de Ortega y Reyes trazan figuras paralelas y ambos sostienen encuentros y desencuentros a lo largo de sus días. Una figura que tienen en común es la del poeta y escritor alemán Johann Wolfgang von Goethe, sobre el cual ambos escribirán sendos libros. El 30 de agosto ofrece una cena a Ortega a la que asisten, Ocampo, la embajadora de Estados Unidos y Elena (Bebé) Sansinena de Elizalde (responsables de Amigos del Arte).
El 12 de octubre entra a la presidencia de la República Argentina Irigoyen y la deja Alvear. El 16 de octubre, Reyes apunta sobre la llegada de Juana de Ibarbourou dos días antes y registra la cena que tuvieron juntos. El 18 de este mes, es invitado a tomar el té con Victoria Ocampo y Reyes le hace "cargos" por su comportamiento arisco y ese día se sella su amistad.
El 21 de noviembre presenta su renuncia por telégrafo por el cambio de gobierno que hubo en México, a raíz de la muerte de Obregón, y dejar libertad al ejecutivo. El 4 de diciembre de este año conviene con Evar Méndez en hacer la edición de los Cuadernos del plata, una serie de pequeñas plaquettes en las que se editarán finalmente sólo cinco títulos: Cuaderno San Martín de Borges, El pez y la manzana de Ricardo E. Molinari, Seis relatos de Ricardo Güiraldes, Papeles de Reciénvenido de Macedonio Fernández y Línea del mexicano Gilberto Owen. Esta iniciativa estuvo inspirada en la Serie de Cuadernos Literarios de la Lectura de la Revista Índice fundada por Juan Ramón Jiménez y en la que colaboró Reyes, a éste le ilusionaba esta idea de "hacer unos folletos lindos y elegantes, para esas cosas pequeñas que uno hace". El 17 de diciembre Henríquez Ureña le da el original de sus "trozos breves En la orilla" para esta colección. Sin embargo, este libro de micro-ensayos no se publicará sino 87 años después en la colección Las semanas del jardín de la editorial Bonilla y Artigas.
El 19 de diciembre participa como representante plenipotenciario de México en la reunión en la que se firma el Tratado de Propiedad Científica y Literaria entre México y Argentina. El 21 de diciembre juega su primera partida de golf en el club de San Isidro, deporte que practicaba para adelgazar pero que además inspirarían "Palabras del golf", en el que Reyes sugiere al paso algunas voces para traducir la terminología de los accesorios y movimientos de este deporte.

#### 1929
En enero continúa practicando golf y practica en la azotea de los almacenes Harrod's de Buenos Aires. Ese mismo mes, se publica el texto "Motivos de la conducta" en los números 7 y 8 de la revista Vida Literaria. El 10 de enero tiene la ocurrencia de salir a Montevideo para saludar a Juana de Ibarbourou, en ese viaje ve el espectáculo de "el mexicano que exhibe en la feria una notable cabeza parlante: la Flor Azteca". Este episodio es el origen de la forma en que Ocampo se dirigía a Reyes en sus cartas.
El 16 concibe la idea de publicar Fuga de Navidad con dibujos de Norah Borges de Torre el cual había sido compuesto en la Navidad del 23 (seis años antes), el 23 de marzo le entregará los dibujos y la publicación se concretará en junio de ese mismo año.
El 20 de enero Reyes registra que María Rosa Oliver escribe una silueta sobre él en la Literatura Argentina, con este activista Reyes tomó clases de griego y sostuvo una intensa correspondencia.
El 21 de enero lo visita Ricardo E. Molinari quien lo pone al corriente de las diferencias y los "cargos" de la joven literatura argentina contra la nueva literatura mexicana, "materia de mi carta 17 de esta fecha a Genaro Estrada". Esta visita será un anuncio del clima inhóspito que irá descubriendo Reyes en la ciudad literaria argentina.
El 25 de enero Reyes agradece al poeta cubano Mariano Brull sus poemas en menguante y le pide sus "Jitanjáforas" y el "Salamesita" de Arenales que se sabe de memoria el caricaturista salvadoreño Toño Salazar. Este sería el inicio del ensayo "Las Jitanjáforas" publicado primero en el primer número de la Revista Libra , en el invierno de ese año (1929) y luego recogido en el Tomo XIV (La experiencia literaria) de las Obras Completas. Más adelante, en 2011, Adolfo Castañón, editará El libro de las Jitanjáforas de Alfonso Reyes, una reunión de ensayos, poemas, cartas y documentos en torno a este tema.

El 26 de enero le escribe a Borges pidiéndole un libro de Matthew Arnold. Éste se lo envía, pero al mismo tiempo le hace llegar otro, en el cual había pensado Reyes pero no se lo había pedido de Alexander Fraser Tytler en cuya teoría de la traducción Reyes tenía interés y a quien cita en su ensayo "De la traducción". Sobre esto, Reyes habla de un "caso de telepatía con Borges". Al día siguiente en una reunión con Borges conversan sobre los versos de la Flor , una regla en el juego de naipes llamado "truco". Reyes anota que Borges tenía el plan de compilar este tipo de versos, junto con "páginas de antología de milongas viejas" y anota como ejemplo el que sigue: 
Por el río Paraná
venía navegando un piojo,
con un hachazo en el ojo
y una Flor en el ojal.
El 31 de enero dedica unas líneas a la noticia de la publicación de "la nueva tesis de Einstein resultado de 10 años de trabajo de la 'Teoría del campo uniforme'" y resalta una frase: "cada cuerpo crea su espacio". Reyes cita a este físico en numerosas ocasiones a lo largo de sus obras completas.
El 1 de febrero a la una y media de la tarde, Reyes realiza con éxito la primera prueba telegráfica entre Chapultepec en la Ciudad de México y la Transradio en Buenos Aires que decide espontáneamente continuar con la comunicación para no perder contacto.
El 3 de marzo "comienzan [a llegar] telegramas inquietantes de levantamientos militares en México" y durante los días siguientes Reyes se verá obligado a despachar artículos para rectificar a la prensa argentina, cuya recepción de las noticias mexicanas le parece exagerada y debe combatir.
El 11 de marzo Reyes consigna: "poema hecho en un instante, con conversaciones con la señora del Mayor Muñoz: 'Yerbas del Tarahumara'", cuya traducción hizo Valery Larbaud y sería publicado por primera vez en la revista de éste: Commerce, en el verano de ese mismo año (num XX).
El 11 de abril comienza a escribir la opereta Landrú, basada en la historia del asesino serial francés del mismo nombre. La terminará muchos años después, en 1953 y sería publicado en abril de 1964 en la Revista de la Universidad de México. Esta obra deja ver el sentido del humor que no escasea en la obra de Reyes. Ese mismo día recibe de Borges el poema "Cuaderno San Martín" que se publicará en Cuadernos de Plata.
El 16 de ese mismo mes, recibe de su "hermano Rodolfo, desde Madrid, De mi vida (memorias políticas) que llega hasta muerte de mi padre y forma Tomo I, esto harále bien moralmente por ser principio de su catarsis, e históricamente sin duda. Como el tomo está más bien ligado a mi padre y su política, déjame camino libre para mi Crónica de Monterrey, en que daré silueta humana a mi padre". Reyes escribiría poco después la Oración del 9 de febrero que permanecería inédita hasta 1969 y cuya escritura no se encuentra consignada en el diario. 
En Buenos Aires, Reyes visita periódicamente al poeta Leopoldo Lugones con quien hace amistad. El 7 de mayo le escribe a Juana de Ibarbouru para organizar la conmemoración de los diez años de la muerte de Nervo en Montevideo. El 19 de mayo publica en La nación , "Viaje de amor de Amado Nervo".
El 5 de junio, en casa de Victoria Ocampo conoce al filósofo alemán, el Conde de Keyserling quien "cree que México tiene más fuerza que los Estados Unidos". Más tarde Reyes escribiría "Keyserling en Buenos Aires" y lo menciona más de quince veces en su obra.
El 15 de junio anota que está trabajando en el libro, Los siete sobre Deva que se publicará en 1942 en la editorial Tezontle.
El 21 de junio, ya finalizado el mandato de Plutarco Elías Calles, se llega a un acuerdo entre el interino de Emilio Portes Gil y la iglesia para poner fin al respaldo armado de ésta a los cristeros.
El 23 de julio publica el poema "Norah jugando a las estrellas", un pago amistoso a los dibujos que hizo para su libro.
Al día siguiente se inicia el proceso de ruptura con el editor de Cuadernos del Plata, Evar Méndez. Reyes está desilusionado del medio literario argentino. En carta a José Ortega y Gasset con fecha del 10 de enero del 30, Reyes expresa cómo el "gran entusiasmo devino en una empresa conflictiva y estéril". A pesar de todo, se publicaron algunos Cuadernos del Plata que podrían considerarse parte de la biografía editorial de Reyes.
El 7 de agosto hace una lectura pública de su narración "El testimonio de Juan Peña", en la cual se habla del ambiente que privaba en México al terminar el porfirismo. El asunto del cuento tiene que ver con la disputa por la propiedad de la tierra en México tanto como con el asunto relacionado con la educación de los abogados encargados de litigar en torno a esa cuestión.
El 10 de agosto está en Montevideo asistiendo al homenaje a Juana de Ibarbourou cuyo marido se encuentra enfermo en su casa, aletargado por la morfina que se la da para que pueda sobrellevar sus dolores. Regresa a Buenos Aires y dos semanas visita de nuevo a Juana, en esta ocasión, ella le da el manuscrito de La rosa de los vientos y una misteriosa confesión.
El 23 de agosto sale el primero y último número de Libra. El 29 de agosto lee por radio la conferencia "Palabras sobre la nación argentina" que fue luego publicada en las obras completas. En esta conferencia hace un paralelo entre Argentina y México como dos polos representativos de las posibilidades éticas del continente.
El 11 de septiembre va a leer el texto "Un tiempo de la literatura mexicana, pasado inmediato", ensayo autobiográfico que sólo publicará 15 años después y en el cual se refiere a la época del Ateneo de la Juventud y a su amistad con José Vasconcelos, Antonio Caso, Pedro Henríquez Ureña, entre otros.
El 13 de septiembre consigna que sus jitanjáforas tuvieron éxito y ese mismo día se publica su conferencia "Presagio de América" en el Boletín de la Junta de Historia y Numismática de Argentina. El 22 de ese mismo mes llega a Buenos Aires el hispanista y escritor estadounidense Waldo Frank sobre el cual escribió Reyes varios textos y cuya presencia en la cultura americana sería decisiva, como muestra el hecho de su amistad con Victoria Ocampo, quien dejó sobre él un testimonio. Él le entrega a Reyes el primer ejemplar de su libro El redescubrimiento de América, el cual fue publicado en dos ediciones; la primera en Babel, 1929, la segunda unos cuantos meses después con el sello de Revista de Occidente. Frank tuvo correspondencia con escritores como con el mismo Reyes, Victoria Ocampo y Octavio Paz, entre otros; las cuales siguen inéditas.
El 28 de septiembre Reyes da una conferencia en la inauguración de la exposición de pintura mexicana en La Plata, cuyo catálogo fue presentado por Pedro Henríquez Ureña, la cual estuvo montada el 5 de octubre, fecha en la que la clausura el mismo Henríquez Ureña con una conferencia sobre poesía. Al día siguiente de su exitosa conferencia empieza a distribuir en Buenos Aires la revista Contemporáneos. Para Reyes, distribuir y auspiciar publicaciones ajenas es sinónimo de plenitud: "la plena actividad y la plena ubicuidad. Esto es la alegría".
El 13 de octubre se da la velada "Tarde Mallarmé" con recitaciones de Victoria Ocampo y canciones de Mahler, Debussy, Ravel y Milhaud, en la que Reyes lee "El gabinete de humo" (publicada por primera vez en la Revista Sur en el número 26, noviembre 1936). Esta prosa es una evocación del cuarto en el que Mallarmé recibía a sus invitados, y donde se fumaba.
El 23 de ese mismo mes reúne en el Golf Club Argentino de Palermo a los primeros colaboradores de los Cuadernos del Plata (Victoria y Silvina Ocampo, Jorge Luis y Norah Borges, entre otros), a pesar de las desavenencias con el editor arriba mencionadas.
El 17 de noviembre hay elecciones presidenciales en México. El ganador: Pascual Ortiz Rubio; el perdedor, José Vasconcelos; el saldo rojo:50 heridos y 16 muertos. Con este triunfo se consolida lo que históricamente se conoce como Maximato. Vasconcelos no acepta haber perdido las elecciones y sale al extranjero.
Reyes se encuentra abrumado por los deberes oficiales, "todo se me olvida y pierde. Pedro Henríquez Ureña me dice: 'tú que has sido siempre tan reacio para dejarte devorarte del monstruo individuo, no debes dejar que te devore el monstruo Estado' y sin embargo, este monstruo me está devorando. No hago mas que servir mi cargo oficial [...] llevando a la espalda el fondo de una inmensa melancolía". Sin embargo, el primero de diciembre anota en su diario que sigue escribiendo versos de cuyo valor duda, pero guarda.

#### 1930
El 8 de enero asienta sus impresiones negativas sobre el ambiente literario argentino "donde a nadie le importa la literatura sino la politiquilla literaria [...] a la realidad, sustituye un fantasma de murmuraciones. Muy raro todo, quédense solos y arréglense solos. Yo, para mi coleto, he decidido alejarme prácticamente y vivir con la mente en otra parte. Y no es queja contra 'personas': sería ingrato". Dos días después le escribe a José Ortega y Gasset, desahogando sus peripecias con el mundo literario argentino y ese mismo día, anota en su diario: "ya no quiero publicar aquí".
En la madrugada del 13 de enero, Reyes envía un telegrama a México informando que a las 12 y minutos del domingo 12 "unos 20 comunistas con algunas mujeres, apedrean la embajada [de México en Argentina] y gritando y tirando papeles que dicen: 'abajo el gobierno fascista mexicano, servidor del imperialismo yanqui, asesino y masacrador de camaradas comunistas". La policía aprehende a los manifestantes y visita a Reyes, quien los recibe en pijama antes de telegrafiar a México pidiendo instrucciones. El 25 de ese mismo mes, Reyes envía su renuncia protocolaria por el cambio de gobierno.
El 5 de febrero toma posesión el presidente Ortiz Rubio. En la tarde de ese mismo día se da un atentado en su contra, del cual sale ileso. El atentado lo hizo un partidario de Vasconcelos. El 9 de ese mismo mes Reyes firma la "Oración del 9 de febrero".
El primero de marzo le renuevan a Reyes su confianza en el servicio diplomático; sin embargo, un día después, le escriben de Relaciones Exteriores para comunicarle que el presidente desea que los sustituya como embajador en Brasil. Reyes duda por un momento pero reconsidera y el 3 de marzo acepta la designación y el 18 de ese mes se le comunica el beneplácito del gobierno brasileño.
El 6 de marzo escribe en su diario el proyecto que tiene de hacer la revista Monterrey. Correo literario del cual se publicarán 14 números en total entre junio de 1930 y julio de 37. El día 17 de ese mes escribe el artículo "Aspectos de la biografía", que será recogido más tarde en La experiencia literaria como "De la biografía".
El 24 de marzo empieza la mudanza "una barbaridad de cajas de libros y papeles". A partir del 26 de marzo se inician los actos, almuerzos, cenas, despedidas, como los del 31 de marzo o el 1 de abril "enorme ocurrencia a mi reunión de despedida" o las visitas a los niños de la escuela República de México: "la despedida es tumultuosa y conmovedora en medio de un calor sofocante".
Los Reyes toman el barco hacia Montevideo. El último apunte del diario correspondiente al periodo de Argentina lo hace a bordo del barco el 4 de abril de 1930. 

### Embajada en Brasil (5 de abril de 1930 - 1936)

#### 1930
Reyes llega 6 de abril de 1930 a Río de Janeiro y dice "la casa de la embajada deplorable, inservible y, va a ser difícil explicarlo porque esto fue lo que escogió el presidente Ortiz Rubio cuando era embajador aquí". Expone la situación a Estrada y convienen en que lo más recomendable será "arreglar decorado, muebles, higiene, luz ..." para administrar prudentemente los gastos. Los primeros días en Río están marcados por la tensión y la nostalgia y sólo hasta el 25 de abril podrá desempacar sus libros para ponerse a trabajar a partir de ese momento. Empieza a madurar el proyecto de la revista Monterrey. El 26 de abril recibe sus credenciales como embajador y el 28 de abril es recibido por el secretario de relaciones exteriores Otavio Mangabeira (1918-1960) ese mismo día pide audiencia con el presidente, quien lo recibirá el 6 de mayo. También ese día escribe su primer texto en Río, la página sobre su nodriza "Paula Jaramillo" que formará parte de Crónica de Monterrey, Albores. Segundo libro de recuerdos [1959] .
El 2 de mayo envía para Contemporáneos un primer artículo sobre Brasil que se titula "Mitología de las cobras" que se incluirá después en História natural das Laranjeiras (1930-1936) en el Tomo IX de las Obras Completas donde Reyes recoge diversos tramos en prosa y notas varias sobre su experiencia en Brasil. En estas páginas vienen también muestras de Alfonso Reyes como dibujante y autor de croquis que ayudan al lector a visualizar los escenarios brasileños de Reyes.
El ambiente en la embajada no es muy propicio pero a pesar de todo logra cumplir su misión para hacer llegar a través de la prensa de Brasil mensajes favorables a México.
Sigue manteniendo relaciones con Argentina y es nombrado miembro honorario del Pen Club de Argentina a través de Manuel Gálvez.
El día a día de Reyes durante esta temporada transcurre entre visitas oficiales a diplomáticos, funcionarios y periodistas.
Su primera aparición pública en un acto literario se da en el Homenaje al escritor Graça Aranha, quien fuera uno de los animadores de la vanguardia artística brasileña, el escritor morirá un año después.
El 17 de mayo cumple 41 años y ese día escribe a Martín Luis Guzmán una carta sobre su "apoliticismo", sobre este tema puede consultarse "Alfonso Reyes, de la diplomacia considerada como una de las bellas artes".
Poco a poco se empieza a asentar, escribe el poema "Disparate de Niza" incluido en Las vísperas de España y empieza a entrar en contacto con el mundo artístico brasileño, en particular con el pintor Vicente do Rego Monteiro y el periodista y crítico Geo Charles, con quienes tiene en común los recuerdo de la revista Montparnasse. Se regulariza su correspondencia y empieza a recibir numerosas cartas de sus amigos de Argentina, España y México.
El 3 de junio termina de copiar y preparar el primer número de Monterrey cuyos 300 ejemplares aparecerán el 22 de ese mismo mes y empezará a distribuir de inmediato ayudado por su esposa y su hijo. En esos días recibirá invitaciones y visitas de los embajadores y ministros de Estados Unidos, Italia, Francia, Chile, Noruega y Perú.
El 25 de junio recibe el libro de Waldo Frank Mensaje a la América Hispana que está dedicado a Reyes.
El 8 de julio lo visita su amigo el poeta uruguayo Jules Supervielle con quien lo unen múltiples lazos afectivos.
Su jefe, Genaro Estrada, celebra la llegada de la revista Monterrey a México enviada desde Río. En esta misma publicación Reyes desahogará unas palabras polémicas firmadas en agosto de 1930 en torno a la autoconciencia cultural de las minorías ilustradas en América y la diferencia entre cultura aristocrática y cultura plebeya de Ortega y Reyes. Este texto tenía forma de una carta "A R. D. en Buenos Aires", iniciales que corresponden al escritor franco-argentino Ramón Doll.
En 11 de septiembre llega a Río en barco, el que será su secretario, Rafael Fuentes Boetiger acompañado de su esposa Bertha Macías Rivas y un niño de 2 años: Carlos Fuentes, el novelista y escritor.
El 16 de septiembre Reyes ofrece una recepción con motivo de la fiesta nacional de México para 500 personas, cuerpo diplomático y sociedad.
El 22 de septiembre hace una primera sesión para organizar el Pen Club brasileño con Afrânio Peixoto y Tristão Leitão da Cunha.
El 21 de octubre le llega el tercer número de su revista Monterrey.
A partir del 6 de octubre Reyes anota que desde el 3 "hay revolución en Brasil"; el martes 14 de octubre apunta "en la noche: se refugia Mario Magalhaes secretario de Bruno Lobo y redactor de la Folha Académica"; el 24 "estalló la revolución aquí" y empieza a recibir refugiados, en total una veintena de personas, en la embajada bajo bandera blanca; el 27 anota "me estoy resistiendo por instrucciones de México a recibir más refugiados " y pide apoyo al cuerpo diplomático; el 31 consigna "han estado llegando a Rio los prohombres de la revolución, hoy llega Getulio Vargas" con quien desarrollará pronto lazos amistosos. El 25 de noviembre embarca a los dos últimos refugiados y queda liberada la embajada.
Getulio Vargas será mencionado tanto en la obra completa de Reyes como en los diversos informes que Reyes despacha a México desde Brasil y que configuran una crónica detallada del periodo de este dictador que transformará Brasil hasta su suicidio en 1954.
El 26 de diciembre se llena la casa palaciega de la embajada en Rua das Laranjeiras 397. Llega su hijo, Alfonso Reyes Mota; Pedro Henríquez Ureña a Río a reunirse con su esposa Isabel, además del hermano de Isabel, Vicente Lombardo Toledano y su esposa, quienes sólo estarán ahí unos días. Al día siguiente, el 27 de diciembre, llega el cuento "Testimonio de Juan Peña" con tres dibujos de Manuel Rodríguez Lozano impreso en Río de Janeiro.

#### 1931
El 12 de enero los invitados arriba citados embarcan a Buenos Aires. Sigue el ir y venir de personajes como el escritor católico Leopoldo Marechal (22 de enero), el escritor de viajes Jorge Max Rhode (3 de febrero), el poeta vanguardista Olivierio Girondo (11 de febrero), el escritor y diplomático poblano Rafael Cabrera (5 de marzo), el prolífico y carismático Gómez de la Serna (4 de junio), la editora y escritora argentina Victoria Ocampo y la pintora Delia del Carril (13 de agosto), y el viajero, novelista y cronista Paul Morand (26 de agosto). El 27 de enero muere Graça Aranha, a quien había ido a visitar unas semanas antes. El 11 de febrero se publica en México un telegrama de la United Press (UP) en que se anuncia el suicidio de la escritora y empresaria Antonieta Rivas Mercado en Notre Dame ante la imagen de Cristo con un disparo. La noticia la consigna consternado Reyes, pues la legendaria Antonieta había sido una de las animadoras del Teatro Ulises junto con Salvador Novo y Xavier Villaurrutia, Antonieta había tenido además una relación apasionada con José Vasconcelos y se había adherido al movimiento vasconcelista, Reyes intercambió con ella algunas cartas pues Rivas tenía el anhelo de poner como parte de la programación de la primera temporada del Teatro Ulises el poema dramático de Reyes
y su Ifigenia cruel se impone. Obra del menos mexicano de los mexicanos, tan antigua y tan moderna, fuerte, palpitante y maravillosamente plástica. He querido pedirle que me autorice a realizarla, y al mismo tiempo, que distante y presente me guíe un poco...

Carta del 13 de noviembre 1927
El 14 de abril renuncia el Rey de España Alfonso XIII al trono para toda su dinastía y transfiere el poder a su primer ministro quien a su vez lo trasladará a los dirigentes republicanos: "la República se ha proclamado en Barcelona, se dice que en Madrid se redactan ya los primeros decretos republicanos". El 20 de ese mes sale publicado el cuarto número de Monterrey cuya aparición había suscitado la censura de su amigo y maestro Pedro Henríquez Ureña quien lo reprendía por su dispersión y prisa.
Reyes trabaja intensamente en distintos textos sobre Mallarmé. Muchos de ellos serán recogidos años más tarde en el Tomo XXV de las Obras Completas con el título "Culto a Mallarmé" y la presencia del poeta francés será constante a lo largo de su obra.
En mayo aparece en México "Discurso por Virgilio" según anuncia un telegrama de Genaro Estrada. Recibirá ejemplares de este sobretiro publicado por Contemporáneos
El 10 de septiembre va a ver a la vidente Terfren Laila Karman. Y cuenta con detalle lo que le vaticinó: entre otras los viajes que tendrá que hacer y el fallecimiento "de una mujer de mi familia" (se refiere a Aurelia Ochoa, su madre, que morirá en el 34).
El 14 de septiembre es nombrado delegado suplente de México ante la Sociedad de las Naciones. La delegación estaba conformado por Genaro Estrada, Secretario de Relaciones Exteriores, Emilio Portes Gil, entre otros. Ese mismo día comerá con Afrânio Peixoto; el historiador de la literatura comparada Fernand Baldensperger (autor con cuyas obras y persona estaba familiarizado desde hacía tiempo); Henri Roger, Georges Dumas y Anna Amélia Carneiro de Mendonça.
El 24 de septiembre termina de escribir su "Estudio sobre el problema de la Atlántida", para enriquecer su tesis sobre El Presagio de América (p. 44 diario; obras completas tomo XI, última tule pp 27-29). En este capítulo se mencionan las obras de Platón, Santo Tomás, Petrarca, San Agustín, entre otros a propósito de la Atlántida. 
El 3 de octubre anota Reyes "salió mi Monterrey 6".
El 14 de noviembre despide a Rafael Fuentes quien se va rumbo a la delegación de Montevideo por instrucciones de Relaciones Exteriores. El 21 de ese mismo mes, pasa por Río, Pedro Henríquez Ureña y Reyes va a despedirse de él, quien va camino a Santo Domingo.
El 27 de diciembre pasa por Río a bordo del Conte Verde hacia Buenos Aires Victoria Ocampo quien viene de Europa. Trae a Reyes memorias de Gasset, García Lorca, Rosa Chacel, Monier, Valery, Huxley, entre otros.

#### 1932
A principios de este año llega a Brasil el pintor Tsuguharu Foujita quien dibuja a "Manolita y Alfonsito". El 28 de enero de ese mes, a un año de la muerte de Graça Aranha acompaña a los amigos de la Fundación homónima a la tumba del escritor. Al día siguiente, Reyes anota que Genaro Estrada va de Embajador de España en su sustitución de Alberto J. Pani, "pierdo, pues, a la vez a Genaro en Relaciones y la posibilidad de traslado a España".
El 17 de febrero llega a Río el escritor, poeta y amigo de la infancia de Reyes, Moisés Sáenz para dar algunas conferencias. El 24 de febrero anota que recibe la petición por parte de Victoria Ocampo de escribir algo sobre Goethe para Sur con todo apremio. Aunque la solicitud era intempestiva Reyes llevaba trabajando varios meses en Río sobre este autor cuya figura era para él una "guía de vida". El 27 de junio le llega el número 5 de la Revista Sur, con su ensayo "Rumbo a Goethe".
El 2 de marzo Nora Borges y Guillermo de Torres (su esposo) salen a Madrid y ese mismo día Reyes entrega la primera parte del ensayo arriba mencionado, cuya segunda parte entregará el 7 de marzo.
El 4 mayo hace un resumen para los periódicos de la conferencia "Atenea política" y ese mismo día la dicta en Itamaraty sede de la oficina de Relaciones Exteriores en Brasil. La cual sería publicada primero el 17 de agosto en la Imprenta Fernandes & Irmãos y después en Chile en la Editorial Pax en 1933 precedida de una carta al editor Carlos Cesarman.
El 14 de mayo Reyes manda a Guillermo Jiménez, cercano a la Revista Nacional, le envía "Poesía indígena brasileña" que está publicada en la revista El libro y el pueblo y que saldrá en enero del 33. Ese mismo día "[a] medianoche, bomba : telegrama ordenándome comunicar nuestras misiones en Sudamérica el incidente retiró personal diplomático mexicano de Lima y peruano de México''. Este asunto tiene que ver con la polémica desatada a partir de la carta que Haya De la Torre dirigió a César L. Mendoza en la que se plantea la "acción inmediata" la cual se interpretó como una declaración de acción militar en contra del presidente Augusto Leguía. Dado que esta carta llegó por "valija diplomática de México a cargo de la Legación mexicana en Lima", el incidente se transformó en un asunto delicado en términos diplomáticos. El incidente concluiría formalmente un año después cuando 'por mediación de España', informará Reyes el 23 de mayo de 1933, 'se han reanudado las relaciones diplomáticas entre el Perú y México. En rigor, las hemos reanudado aquí, directamente, el Ministro del Perú , Ventura García Calderón y yo, que para algo somos viejos amigos; pero, por compromiso moral anterior de México con el ministro de Estado español , Zulueta, convinimos en darle a él el triunfo público'.
El 28 de mayo Reyes recibe un anuncio de Emilio Abreu Gómez sobre "la cocina literaria del momento" de los jóvenes de México. Dos días después en el periódico el Nacional, hay una "interpelación" de Héctor Pérez Martínez dirigida a Reyes, quien se siente obligado a contestar en extenso en el folleto A vuelta de correo que entregará a la imprenta el 3 de junio y hará circular entre sus lectores. Ahí expone su idea de por qué un escritor mexicano se puede interesar por la poesía de Góngora y Valery, como lo hizo Reyes en Monterrey, sin descuidar los temas nacionales. La respuesta de Reyes va a tener eco en escritores como Xavier Villaurutia, Antonio Escobedo Acevedo y Guillermo Jiménez quienes el 3 de junio escriben a Reyes "sobre campaña de gentuza contra literatura joven". Esta polémica ha sido estudiada por Guillermo Sheridan en México en 1932: la polémica nacionalista
Un día antes, el 2 de junio -que había sido decretado como fiesta nacional por el Estado brasileño para asociarse "a las celebraciones italianas del cinquentenario"- Reyes asiste a la fiesta en honor de Giuseppe Garibaldi y Anita "brasileña". Dejará constancia de la significación de esta conmemoración en "Garibaldi y América", publicado el 3 de julio en El Nacional y compilado después en el Tomo IX de las Obras Completas.
No deja de ser significativo que en el contexto de la polémica desatada por Héctor Pérez Martínez, A. R. se despierte en la madrugada del 18 de junio a escribir para Monterrey "La interrogación nacional", un texto donde se reflexiona sobre el sentido de México y la cultura mexicana. Éste texto será publicado por primera vez en julio en el número 9 de la revista ya mencionada, y aparecerá después en Visión de México, tomo II.
El 10 de julio se da un levantamiento militar cuyo objetivo era la búsqueda de una nueva Constitución (ver Guerra Paulista). Reyes da cuenta de este movimiento revolucionario, como de todo el proceso brasileño en las páginas de Misión diplomática. El 23 de julio el número 9 de Monterrey. Al día siguiente recibe desde Guayaquil una nota del poeta y cónsul mexicano Gilberto Owen que dice: "representantes peruanos exiliados pídenme transmitirle Haya De la Torre corte marcial, inténtase fusilarle pretexto revolución Trujillo, no obstante hallarse preso desde mayo. Rogámosle procure gestión gobierno Brasil salvarlo".
El 7 de agosto anota "está fijado ya todo el material de mi libro Tren de ondas", que dará a prensa de inmediato y del cual recibirá ejemplares el 7 de diciembre de ese mismo año. El 27 de ese mismo mes, lo visita "el gran filólogo Karl Vossler de Münich", que está de paso camino a Buenos Aires a donde fue invitado por Amado Alonso. Vossler es múltiples veces citado por Reyes y fue el remitente de múltiples correspondencias.
Las siguientes semanas estarán llenas de sobresaltos administrativos. El 6 de septiembre se le comunica a Reyes oficialmente la designación del presidente Abelardo L. Rodríguez. Envía su ''dimisión habitual' y cuatro días recibe telegrama de Relaciones Exteriores en el que se le confirma en su puesto. Intempestivamente, el 19 de noviembre se le pide regresar a México en el marco de una reorganización de las representaciones diplomáticas por razones económicas del gobierno. Reyes procede a empacar libros y a desmontar la instalación de su casa y a dar aviso de su retirada. No obstante, cinco días después: "De repente, inesperado mensaje diciéndome: 'Suspenda viaje. Espero confiadamente podremos obtener asignación de esa embajada para el año próximo'". Este vaivén llevará a Reyes a hacer un apunte sobre sus deudas editoriales y bibliográficas que le permiten reconstruir su forma de trabajo.
El 27 de diciembre recibe 300 ejemplares de Tren de ondas que se publicó en Río a unos meses de haber llegado ahí y que ya incluye materiales donde aparecen paisajes de esa ciudad y de Brasil como "Gesta del botánico" (p. 418), "Los verdes" (p. 375-376) o un "Drama para cine" (383-387).
Reyes pasará el fin de año desempacando libros y dando seguimiento a sus Romances del Río de Enero (cuyas pruebas corregidas había enviado a Maastricht, al editor Stols) cuyos ejemplares recibirá al siguiente año, el 8 de marzo. Pasa la Navidad de 1932 en Petrópolis la ciudad que junto con Teresópolis, fueron los lugares de descanso elegidos por el emperador portugués Pedro II y su esposa Teresa y donde los miembros del cuerpo diplomático iban a descansar al pie de las montañas rodeadas de ríos. Ahí escribiría en 1931 "Descanso dominical (En los pinares del Teresópolis)", una viñeta que evoca el ambiente mundano y las generaciones, usos y costumbres de los huéspedes de esos lugares amenos donde convivían políticos, deportistas y estrellas de cine.

#### 1933
El 6 de enero pasa por Río el poeta argentino Ricardo Molinari con quien colaboraría en varios proyectos; por ejemplo, Cuadernos del Plata y la Revista Libra y Reyes lo cita varias veces en su obra. Molinari fue uno de sus más fieles amigos y lectores. Su correspondencia está publicada en 20 Epistolarios rioplatenses (1928-1958). 
El 19 de enero escribe en Petrópolis "Voto por la Universidad del Norte", un texto escrito luego de analizar "exposiciones y planes provocados por el proyecto la Universidad de Nuevo León". Llama la atención que Reyes haya escrito este texto espontáneamente y sin que nadie se lo encargara y que pocas semanas después, el 16 de mayo, Aarón Sáenz le propusiera formalmente ser candidato para la rectoría de dicha universidad. El 24 de junio de 1933 su hermana le aconseja que no vaya a Monterrey.
El 24 de enero termina la introducción al libro del autor español del siglo XVII Fuente de la Peña: Si el hombre puede artificiosamente volar . Estas páginas aparecerán en un folleto de edición limitada en Río de Janeiro en 1933 con 71 páginas e ilustraciones de la pintora rumana y esposa de encargado de negocios de Rumania. Ese mismo día registra en su diario registra la escritura de su texto "El epitafio de Graça Aranha" y el 27 es publicado con el título "Sobre la tumba de Graça Aranha".
El 30 de enero de 1933 Adolf Hitler es nombrado canciller de Alemania.
Como le había anunciado en carta del 9 de enero, Enrique Díez-Canedo pasa el 12 de febrero pasa por Río rumbo a Montevideo. En la carta le decía: "voy a verle pronto. No sé si sabe que soy ministro al Uruguay. En lo primero que pensé cuando me lo propusieron fue en que lo vería a usted".
El 10 de abril la revista Monterrey cumple su décima entrega. Este número incluye texto-encuesta 'El aseo de América' donde se expone la idea de la creación de 'bibliotecas mínimas' por cada país. La idea tuvo éxito y fue comentada.
El 1 de junio pasa por Río Ramón Gómez de la Serna con su esposa Luisa Sofovich. Con Ramón lo unía un pasado legendario relacionado con la tertulia del Café Pombo, centro y eje de la literatura de vanguardia a principios del siglo XX en Madrid, las cuales quedaron registradas en los libros La Sagrada cripta de Pombo y Pombo (ambos publicados por Trieste en Madrid en 1986). Por esto, aunque breve su visita, le trajo a la mente los tiempos compartidos en torno a este café, donde la literatura se practicaba como un juego versátil, plural y "tumultánime". La simpatía era recíproca, como muestra las diversas menciones de Ramón a Reyes en los libros de Pombo mencionados antes, y las de Reyes a Ramón en sus obras.
El 19 de junio la revista Books abroad incluye una reseña de Horas de Burgos un libro evocativo e histórico sobre esa ciudad española que Reyes había publicado apenas un año antes en Río y que se encuentra en el Tomo II de las Obras Completas en Vísperas de España.
El 30 de junio corrige pruebas de su ensayo "Aduana Lingüística" que se va a publicar en la revista Literatura dirigida por el poeta modernista brasileño Augusto Federico Schmidt y que aparecerá después recogido en La experiencia literaria (Obras Completas, Tomo XIV). Este travieso e ingenioso ensayo, se ríe de quienes creen que es sencillo atravesar despreocupadamente las frontera lingüísticas del español y el portugués. Ese mismo día anota que Arturo Marasso, le escribió invitándolo a colaborar en el Boletín de la Academia de las Letras.
El 12 de julio Reyes inicia la memoria que le ha pedido Relaciones de México sobre Brasil. Ese mismo mes, el día 21, Reyes se sienta con el presidente Getúlio Vargas para ofrecerle Romances del Rio de Enero y pedirle sugerencias sobre México-Brasil para la memoria que Reyes enviará a Relaciones. Ocho días después, el 29 de julio, recibe mensaje de Relaciones pidiéndole que se traslade a Chile para participar en reunión diplomática de alto nivel. Reyes estará en esta misión, a la que fue en calidad de "espía" y no de embajador, desde el 17 de agosto hasta el 23 de septiembre en esa importante reunión. Durante esos días previos al viaje sufrirá diversos padecimientos que lo hacen tener "desesperación por el temor de que la salud impida el viaje", y tal estado persistirá hasta la víspera del viaje. 
Sale desde el 7 de agosto rumbo a Santiago en compañía de su esposa Manuela y regresará a Río el cinco de octubre. Dejará como encargado de negocios ad interim al diplomático de carrera Adolfo de la Lama. El 11 de agosto se reencuentra en Montevideo con Enrique Díez Canedo y Rafael Cabrera. Con ambos sostuvo una importante correspondencia. Ese mismo día llega a Buenos Aires y encuentra a su hijo, a Baldomero Fernández Moreno y al filólogo y crítico literario español, naturalizado argentino, Amado Alonso, discípulo y protector de Pedro Henríquez Ureña, con quienes Reyes tuvo gran amistad y sostuvo correspondencia. Cuatro días después, se encontrará con el político, ministro argentino Carlos Saavedra Lamas, personaje presente en las obras completas de Reyes y en Misión Diplomática.

#### Viaje a Santiago (17 de agosto - 28 de septiembre)
Salen desde Buenos Aires el 15 de agosto y pasan una noche y un día a bordo de un tren rápido. Por la ventana ven: "avestruces mansas, el campo monótono, los patos que hacen regatas, vuelos de flamencos rojos". Llegan a Santiago, el 16 de agosto, a las 11 de la noche en Mapocho y ahí los espera una comitiva de amigos escritores. Al día siguiente se ve con el venezolano Mariano Picón Salas con quien también sostuvo importante correspondencia y con el escritor chileno Pedro Prado, a quien cita en sus obras completas. El 18 de agosto se encuentra con Huidobro, y "Manuelita Portales, su ex". 
El 19 de agosto Reyes anota en su diario que Rafael Cabrera le envió desde Buenos Aires un reporte del periódico Crítica "donde dicen que al parecer traigo alguna misión sobre El Chaco hacia Argentina y a Chile". Unos días después, el 24 de agosto, otra nota de Reyes en el diario consigna que Vicente Huidobro logra se retire un artículo del periódico de oposición de izquierda,Opinión, donde se tocaba el punto de que Reyes traía una misión secreta para organizar un bloque latino en contra de los Estados Unidos en la próxima conferencia Montevideo. Estas redacciones confirman que ya se había corrido la voz de que la misión de Reyes en Santiago iba más allá de una visita social.
El 21 de agosto tiene un encuentro con Neruda, Huidobro y otros escritores. Con este último mantuvo una correspondencia que ha sido publicada y que abarca de 1914 hasta 1928.
El 23 de agosto Reyes anota que Roberto Meza Fuentes le ha prestado un ejemplar de su Atenea Política cuyas pruebas corregirá el 11 de septiembre para una publicación con editada por Carlos Cesarman para la editorial Pax de Santiago de Chile. Esta versión tendrá un añadido que no estaba contenido en la primera edición (de Río de Janeiro de 1932). Este añadido consiste en una carta a Cesarman, la cual también está recogida en las Obras Completas tomo XI. La publicación de este ensayo primero en Brasil y después en Chile, ilustra el ejercicio de "americanería andante" de Reyes.
El 27 de agosto Reyes registra un choque entre nazistas y comunistas, preludio de la Segunda Guerra Mundial. Ese mismo día recibe un mensaje de la Secretaría de Relaciones en el que se oficializa su carácter de comisionado para contactos especiales con el gobierno de Chile preparatorios para la Conferencia de Montevideo. Esta designación rima a la luz del apunte del 31 de agosto, en el que Reyes escribe que "los diarios publican la invitación del Uruguay a Chile para la conferencia de Montevideo" y la aceptación de este último, cuya nombramiento oficial recibirá el 14 de octubre junto con 3,000 USD.
El 1 de septiembre de 1933, en compañía de Raúl Silva Castro, estudioso de Rubén Darío, hace un 'paseo por iglesias' de la ciudad en Santiago, ese mismo día, visita al presidente chileno Alessandri. Al día siguiente envía carta a Puig Casauranc con su ''primer informe sobre el Tratado Comercial Chileno Argentino y asunto Chaco". Lo visita el ''payador' Antonio Acevedo Hernández, precursor del teatro social chileno autor de ''Los cantares populares chilenos" que cita en su ensayo 'Las jitanjáforas'. 
El 3 de septiembre recibe carta de José Manuel Puig Casauranc, Secretario de Relaciones nombrado por Abelardo L. Rodríguez, felicitándolo por sus gestiones y pidiendo que Reyes agradezca al ministro Cruchaga la condecoración 'Gran Cruz Mérito Chilena' recibidas por el presidente y por él mismo. Diez días más tarde, se le otorga a su vez al presidente Alessandri y a su ministro Cruchaga, el "Águila Azteca" en vísperas del importante encuentro de Montevideo, Reyes subraya que este anuncio resulta muy oportuno dadas las circunstancias diplomáticas inmediatas y que se debe comunicar esto a Puig.
El 4 de septiembre ofrece una lectura de Romances del Río de Enero en Club de Señoras.
El 5, Reyes recibe mensaje de Puig en el que este último comenta que el general Calles está "satisfechísimo" con la actitud, auspiciada por Reyes, de Cruchaga de quien se rumoraba sería el jefe de la delegación chilena en la reunión de Montevideo. Este comunicado hace transparente que los actos del presidente Abelardo L. Rodríguez no se sustraían a los del expresidente Plutarco Elías Calles. Ese mismo día cenará con el crítico literario 'Alone'-Hernán Díaz Arrieta, con quien hará, el día 10 un paseo, y a quien menciona en su obra. Unas semanas más tarde, el 19 de octubre, Alone publicará un artículo 'conmovedor' sobre Reyes en La Nación.
El 6 de septiembre recibe noticia de la gravedad de la salud de Fernando, casado con una de las hermanas de Manuela Mota (1886-1965) y le envía de inmediato cien dólares a su suegra, Laura Elena Rosa Gómez, los cuales servirán más bien para los gastos funerarios, pues el cuñado morirá al día siguiente. El 8 de septiembre escribe "tengo que confesarle [a Manuela] la muerte de Fernandito" pues ella no estaba al corriente. Ese mismo día con se entrevista con Guillermo Feliú Cruz, el historiador discípulo de Medina y conservador de la Biblioteca Americana legada por aquél y visita la Biblioteca Nacional, que de acuerdo con Reyes no es tan valiosa; sin embargo, destaca que "la Sala de Medina [...] vale muchísimo". Tan impresionado está por la visita que envía un telegrama de inmediato a México ''sugiriendo hagan a Universidad [Nacional Autónoma de México] donativo de 500 dólares para que se publique la obra de Medina inédita: 'Bibliografía de Cortés'". Cinco días después, el 13 de septiembre, recibe mensaje de Relaciones autorizando los 500 dls para la publicación y la Bibliografía de Cortés de Medina. Sin embargo, ésta sólo se publicaría 19 años más tarde, en 1952.
En esta misma línea, días más tarde, el 18 de septiembre la viuda de Medina le encarga expresar al gobierno de México su profunda gratitud pues la Bibliografía de Cortés 'está ya en imprenta para publicación'". La obra del historiador chileno José Toribio Medina, estudioso de Hernán Cortés, no le era ajena a Reyes, pues su maestro y amigo Pedro Henríquez Ureña lo citaba con frecuencia, y aunque en menor grado, también en la obra alfonsina también está presente, aunque es aún más frecuente la figura del conquistador español.
El 10 de septiembre hace una excursión matutina a Peñalolén con Díaz Arrieta y otros amigos, para pasar un día en el campo.

El lunes 11 de septiembre Reyes apunta que el ministerio chileno no tiene inconveniente en que se incluyan nuevos temas sugeridos por México en la reunión de Montevideo. Escribe en el libro de visitas, o álbum, de Aurora Diez Paúl, los únicos versos que escribirá en el viaje a Santiago de Chile:
Alondras cantan, y ya
Un ansia de amanecer
Remece la noche y da
Oro y plata y rosicler
Réspondeme: ¿Quién será?

Aurora: ¿quién ha de ser?
Estos 'versos sociales' los va a recoger Reyes en su libro Cortesía (1909-1947) que Reyes consideraba "juego de sociedad" y que iban desde los versos con los que agradeció envíos de libro o celebraba cumpleaños de las hijas de sus amigos, por ejemplo "Décimas en acróstico para una niña peruana" a Margarita Ulloa Elías hasta el "epitafio del perro Bobby" (1926), la pequeña pieza teatral del pájaro colorado (1928) o el poema "Para un mordisco" (1934):
Y ya sabemos que poco a poco se va
Aun la marca de fuego de la infidelidá.
Y se acabó la historia —Tal era la mordida

Que lucía en el anca mi querida.
El 12 de septiembre Reyes recibe la ''redacción definitiva del capítulo IV que México propone para la Agenda de la Conferencia de Montevideo", en el cual está en juego la adhesión al tratado antibélico y el ennoblecimiento de la doctrina Monroe. Ese mismo día redacta para Puig informes donde queda claro que el deseo del ministro Cruchaga es asisitir a la reunión de Montevideo si asisten otros cancilleres. Reyes se da tiempo para trabajar en ''los documentos chilenos sobre la invasión napoleónica en México". Gracias a los servicios del poeta, diplomático y periodista peruano José Santos Chocano, a quien Reyes citó algunas veces a lo largo de su obra, Reyes publica en La Nación un artículo sobre 'La voz de México y la conferencia de Montevideo', 'trompeteando ' las declaraciones del Presidente Rodríguez. La publicación de este artículo hace ver que los 'rumores' sobre el hecho de que el viaje de Alfonso Reyes supuestamente hecho con propósitos sociales y recreativos eran algo más que meras especulaciones.
Escribe cartas de ida y vuelta a Puig en Relaciones y a Cabrera en Argentina sobre las cuestiones asociadas al encuentro de Montevideo.
El jueves 14 de septiembre recibe mensaje de Puig definiendo su ruta de viaje desde México hacia Valparaíso pasando por NY y con rumbo a Chile y Argentina, antes de la Conferencia en Montevideo. Y esa tarde, tomando el té en la casona del diputado, arquitecto y vicepresidente del Pen Club de Chile: Ismael Edwards Matte, lee fragmentos del 'Discurso por Virgilio'.
El viernes 15 de septiembre en la madrugada Reyes prepara dos mensajes a Relaciones sobre la conferencia de Montevideo y la cuestión del Chaco. Ese mismo día hace una "conmovedora" visita a Mercedes Ibáñez Rondizzoni, viuda de José Toribio Medina, quien le permite un recorrido por el taller, imprenta, casa y manuscritos del historiador, y le obsequia las obras de éste: La Inquisición en América y La imprenta en México. Esos mismos libros y otros del eminente historiador chileno, de acuerdo con el libro-catálogo 'Capilla Alfonsina', se encuentran en este recinto regiomontano. Ese mismo día, por la noche, dio una conferencia por Radio sobre México con el ministro Cruchaga, sobre la tradición mexicana del 15 de septiembre y la figura de Hidalgo.
El sábado 16 de septiembre recibe telegrama de México, manda otros tantos a Brasil y escribe a Relaciones sobre las relaciones entre Chile, Argentina, Uruguay y Brasil que hace ver el fino manejo que tiene Reyes de la madeja cosmopolita sudamericana. Y ese mismo día concluye la recepción oficial con motivo de la fiesta nacional mexicana. Todo esto lo hace a pesar de no encontrarse bien de salud, situación que lo hará trabajar desde cama el lunes 18, pues los problemas de salud que acarrea desde Buenos Aires le hacen tener diferentes recaídas durante su estancia en Chile.
El martes 19 de septiembre recibe de México instrucción para salir el día 28 de Chile lo cual lo tiene ocupado con los arreglos del viaje en el tren Trasandino. 
El 22 de septiembre visita al traductor español Ricardo Baeza, quien en 1932 había publicado con el sello Renacimiento de Madrid el libro En compañía de Tolstoy. Reyes conocía ya a Baeza, por lo menos desde 1918, pues en ese año publicó en la Revista de Filología Española una reseña de un libro de André Suarès, Don Quijote en Francia, traducido por Baeza.
Al día siguiente por la tarde da en la Biblioteca Nacional una 'conferencia sobre "Fuentedelapeña: el precursor español de la aviación" en el cual expuso el tratado de este fraile capuchino, quien en su obra ´El ente dilucidado´, se plantea en la Duda VI: "Si el hombre puede artificiosamente volar". Esta conferencia será objeto de una edición especial de 300 ejemplares que Reyes hará editar en Río de Janeiro con pie de imprenta de 1933 y con cuatro grabados de su amiga Marguerite Barcianu. Con esta última intercambiará correspondencia, la cual fue publicada en el Correo literario Monterrey (números IX, 1934 y VIII, 1935).
El 26 de septiembre Reyes publica en El Mercurio el artículo "México y la orientación económica en la Conferencia de Montevideo'', ese mismo día ofrece recepción de despedida a las autoridades oficiales y diplomáticas, escritores y prensa y la describe como todo un éxito: "muy réussi".
El 27 de septiembre los periódicos cubren la noticia de un ciclón que azotó el puerto de Tampico en México el día anterior, entre ellos, El Mercurio con "gentílisima alusión" hace mención a Reyes en el marco de esta nota trágica. Recibe de Relaciones mensaje pidiendo que agradezca a Cruchaga haber sido receptivo con la sugerencias de México para la reunión de Montevideo y el 28 de septiembre toma el ferrocarril Trasandino, concluyendo con esto la exitosa visita a Santiago de Chile.

#### Viaje a Montevideo (pasando Buenos Aires y Río de Janeiro)
El 5 de septiembre, llega a Río, luego de una ausencia de casi dos meses (salió el 7 de agosto). En la ciudad brasileña le esperan múltiples tareas y asuntos pendientes, el principal: los preparativos para la firma del Pacto Antibélico y la declinación de México a "apoyar la nueva redacción del capítulo IV en el Programa Montevideo".
El 29 y 30 de septiembre, de paso a Río de Janeiro, en Buenos Aires, se entera de la renuncia de Alberto J. Pani a la Secretaría de Hacienda. El sábado 30 de septiembre antes de abordar el barco rumbo a Río se encuentra con Pedro Henríquez Ureña.
El 1 de octubre en el mar rumbo a Río, convence al escritor argentino, nacido en Rusia, Alberto Gerchunoff ''para que haga una información en La Nación [donde era periodista] sobre la política mexicana en Montevideo".
El 7 de octubre desembarca en el acorazado Moreno visita el presidente argentino Agustín Justo quien permanece en São Paulo hasta el 13 por la tarde fecha en la que se trasladará en el mismo barco rumbo a Montevideo y Buenos Aires.
El 9 de octubre es nombrado miembro honorario del Instituto Mexicano de Investigaciones Lingüísticas que dirige Mariano Silva y Aceves. El 10 de octubre ''solemne acto de firma de varios pactos entre Brasil y Argentina y del "Tratado antibélico de no agresión y conciliación" que firman México, Uruguay, Chile , Paraguay, en presencia de los presidentes Getúlio Vargas de Brasil y Agustín Pedro Justo de Argentina. Otros tratados firmados fueron de comercio y navegación; contrabando; extradición; revisión de textos escolares de historia y geografía; intercambio intelectual, artístico, de publicaciones, de turismo y de venta de productos nacionales de las distintas partes. Ese mismo día llega en el barco "Ponte Grande" García Lorca junto con el arquitecto catalán Joseph Francesc Fontanals.
El 15 de octubre concibe al fin la edición de 'Minuta', un libro de pequeños poemas que pueden leerse como una odisea gastronómica, con 'imágenes' de la dibujante y poeta rumana Margarita Barcianu. El libro será publicado por A. M. Stols en Maastricht (Holanda), con cuatro grabados de Barcianu, el 20 de marzo de 1935. Esta colección de versos podría considerarse como un presentimiento o ensayo general de Memorias de cocina y bodega que publicará más adelante en 1953.
El 19 registra haber leído un conmovedor artículo de Alone en La Nación. Al día siguiente le anuncian a Reyes que el 8 de septiembre le enviaron 'cartas para que firme el tratado de extradición con el Brasil que él mismo propuso en junio.
El 21 de octubre conoce al poeta, traductor y político colombiano (varias veces candidato a la presidencia) Guillermo Valencia, quien tendrá un lugar importante en la conferencia de Montevideo. 
El 25 de octubre comienza la Conferencia de Leticia en Itamaraty. Ésta se inauguró bajo la presidencia del Ministro de Relaciones Afranio Mello Franco 'en que se han de ventilar las cuestiones del Alto Amazonas entre delegados peruanos y delegados colombianos''. Se trata de la reunión para buscar la paz entre Colombia y Perú, que tuvo como mediador a Brasil. Las notas que hace Reyes sobre esta 'Conferencia de Leticia' sugieren hasta qué punto comprendía y dominaba las cuestiones relativas a la historia política hispanoamericana.
Reyes consigna en sus notas de Misión diplomática en esta fecha lo relativo a la 'Guerra de aduana entre Francia y Brasil' a partir de un decreto ''el acto más decisivo de Vargas en asuntos de carácter internacional [...] que, virtualmente, prohíbe la entrada de artículos franceses en Brasil". Reyes hizo en sus informes diplomáticos una minuciosa historia de este episodio.
El 6 de noviembre, lunes, apunta: "hoy he redactado unas breves disposiciones testamentarias". Este apunte debe verse a contraluz de las diversas anotaciones que ha hecho Reyes acerca de la inestabilidad de su salud desde antes de su viaje a Chile.
El martes 14 de noviembre recibe la edición en portugués de su 'Atenea política' de manos de Sylvio Júlio de Albuquerque Lima, filólogo, poeta, profesor de la Universidad Nacional de Brasil e historiador brasileño, a quien Reyes da el Discurso por Virgilio.
El 15 de noviembre se inaugura la asamblea constituyente supuestamente fraguada para poner un final político a la dictadura de Getúlio Vargas.
El 18 de noviembre, sábado, se embarca rumbo a Montevideo para Buenos Aires donde estará cinco días para luego regresar a Montevideo en donde estará hasta el 20 de diciembre para la Conferencia que viene preparando desde Santiago. En Montevideo tiene una primera conferencia con Puig y da algunas entrevistas a los periódicos La Nación y La Prensa.
Al día siguiente, domingo, tiene múltiples encuentros con Juana de Ibarbouru y con otras personas como Enrique Díez-Canedo , con su hijo y con Nieves Gonnet de Rinaldini.
El 20 de noviembre, al llegar a Buenos Aires se entera de la muerte del influyente filósofo , ensayista y pedagogo cubano Enrique José Varona quien aparece varias veces mencionado en la obra de Reyes y que era un autor al que Pedro Henríquez Ureña y otros tenían una gran devoción.
El 22 de noviembre, miércoles, asiste a unas memorables representaciones de Bodas de sangre de Federico García Lorca y al día siguiente, cena en casa de Victoria Ocampo que concluye con 'deliciosa sesión folclórica de música de García Lorca''.
El 24 de noviembre, viernes, asiste a ensayo de La zapatera maravillosa de Lorca y ese mismo día se entrevista con José Vasconcelos quien había sido invitado a Buenos Aires por la revista Crítica.
El domingo 26 de noviembre se embarca rumbo a Montevideo. Ahí se encontrará con Daniel Cosío Villegas, Manuel Sierra, Salvador Novo y 'los Canedo'.
El 27 de noviembre Reyes es nombrado responsable de dos capítulos en el programa de la conferencia de Montevideo: "Organización de la paz" e "Intercambio intelectual".
El 30 de noviembre Reyes apunta que empieza a difundirse la idea concebida por él y Manuel Sierra para que se abra "una tregua de Dios en el Chaco mientras [se da] la conferencia". El 2 de diciembre Reyes trabaja en el "Código de la Paz".
El 3 de diciembre se inaugura la conferencia. El 19 de diciembre Reyes anota que el armisticio del Chaco "se logró". Esta tregua fue refrendada por "la declaración de no intervención" que "fue sobriamente impuesta por unanimidad a los Estados Unidos, que con todo su poder, comparecieron al banquillo de los acusados con deferente atención. Verdadero ejemplo trascendental para Europa y el mundo". Se puede pensar que la Conferencia en Montevideo fue un éxito diplomático y personal para Alfonso Reyes. Se embarca pues a Río y llega el 23. El 27 de diciembre le ofrece una recepción Puig en la embajada. El año terminará el 28 de diciembre con la firma de diversos tratados que había propuesto Reyes meses antes.

#### 1934
El lunes 8 de enero de 1934 recibe ''comunicación de la Universidad de Nuevo León'' fechada el 6 de diciembre de 1933 de que ha sido nombrado doctor honoris causa de la misma, el cual será el primero de otros.
El 10 de enero anota Reyes que "Cecilia Meireles trae su gran plan de Biblioteca Infantil Castellana" El proyecto que le propone la poeta es tan importante que el 23 de marzo ofrecerá en la embajada de México 'un almuerzo a los jefes de misiones iberoamericanas para exponerles y pedirles su apoyo para proyecto de la Biblioteca Infantil Iberoamericana.... destinada a la enseñanza del español en Río a los niños de las escuelas primarias'. Cecilia Meireles fue una de las amistades clave de Reyes en Río, como se desprende de su correspondencia iniciada desde marzo de 1931, resguardadas en la Capilla Alfonsina de la Ciudad de México. Cecilia Meireles era una notable poeta como hace ver su libro Romanceiro da Inconfidencia (1953). Había sido nombrada por el ministro de Educación Anisio Texeira para desarrollar este proyecto que a la a larga sería clausurado por razones políticas acusando a la biblioteca de inducir la lectura de obras como Tom Sawyer de Mark Twain, según refiere Fred P. Ellison en el capítulo "La conexión mexicana: Bandeira, Meireles, Lacerda" de su libro Alfonso Reyes y el Brasil.
El lunes 15 de enero de 1934 recibe el primer ejemplar de prueba de Antonio de Fuente La Peña Si el hombre puede artificiosamente volar (1676) con cuatro grabados de Marguerithe Barcianu publicado en Río de Janeiro en edición de Alfonso Reyes (1933) de 71 páginas e índice. La misma artista será encargada de hacer los dibujos de Minuta. que publicará con el sello de Stols en Maastricht. Un mes después (el 15 de febrero) recibirá los primeros ejemplares del libro. La publicación produjo una serie de cartas con el colombiano Baldomero Sanín Cano que Reyes dará a conocer en su Correo literario , Monterrey, en los números IX de 1934 y que luego recogerá en Los trabajos y los días. Sanín será mencionado en diversos momentos en las Obras Completas de Reyes.
El sábado 27 de enero participa en el tercer aniversario de la muerte del brasileño Graça Aranha leyendo páginas del Calendario . Para comprender este hecho en contexto, cabe decir que Reyes era el único miembro extranjero de la Fundación Graça Aranha, como le hicieron saber a través de Renato Almeida el martes 13 de marzo.
El martes 30 de enero la Secretaría de Relaciones por encargo de la familia le avisa de "la muerte de mi pobre hermano León, el medio hermano, el mayor de todos, el más desgraciado de la familia" fallecido el 27 de enero.
El 23 de febrero anota que es víctima desde hace 'cinco o seis días' con 'un segundo ataque de prurito e inflamación', menos intenso que el que sufrió 'en julio del año pasado, antes de embarcar para Chile'.
El 8 de marzo pasa su amigo el escritor estadounidense Waldo Frank rumbo a Nueva York a bordo del Southern Prince. Al emotivo 'encuentro entre maletas' se unen Renato Almeida, Cícero Dias, Ronald de Carvalho y Carlos Lacerda. Momentos como este, de saludo y despedida a bordo de barcos en Río de Janeiro, se repetirán con otros amigos como Pedro Henríquez Ureña y Federico García Lorca, entre muchos otros. 
El 21 de marzo, trabaja en la preparación de Monterrey 11 y la impresión del poema A la memoria de Guiraldes (de éste recibirá la edición completa de 300 ejemplares el 2 de abril) y de La Minuta. Al día siguiente, jueves 22 de marzo, visita el Instituto Oswaldo Cruz donde su hijo --que estudió medicina y más tarde se especializará como patólogo-- tendrá una 'estadía de varios meses en el laboratorio de Chagas', llamado así en memoria del Carlos Chagas, descubridor del parásito tripanozoma cruzi que produce la enfermedad conocida como mal de Chagas, que afecta el corazón. 
El viernes 23 de marzo brinda un almuerzo a los representantes diplomáticos americanos para apoyar el proyecto de la Biblioteca Infantil Iberoamericana auspiciado por el ministro de Educación Pública Anisio Texeira y la poeta Cecilia Meireles. con quien se volverá a ver el martes 27 de marzo. Ese mismo día corrige las pruebas de un folleto bibliográfica que es una suerte de autorretrato editorial del cual no hay constancia de publicación.
El 6 de abril pasa por Río el hermano de Pedro Henríquez Ureña, Max, a quien Reyes no ha visto en doce años, y es ahora ministro de la República Dominicana en Chile, Argentina, Uruguay y Brasil. Con este escritor y diplomático cuya amistad se remonta a los tiempos del Ateneo, en las reuniones en que aquél dio varias conferencias-concierto. Reyes tuvo una larga amistad como queda constancia por la correspondencia que sostuvieron desde 1930 a 1959, además Max Henríquez Ureña es mencionado varias veces por Reyes en su obra completa. A pesar de sus buenas intenciones de volverse a ver sólo se reencontrarán brevemente cuando Max se vaya de Buenos Aires a Londres el 27 de junio de 1935.
El 20 de abril pasa rumbo a Buenos Aires, el actor mexicano Ramón Novarro, con su hermana Carmen, Reyes sube al barco a saludarlo "íntimamente y a solas", y vuelven a verse a su regreso el 21 de junio y el 26 de junio estrena Ramón Novarro una obra, "el público la aplaude a rabiar: el público de Rio se contenta con cualquier cosa", escribe Reyes en su diario.
El 24 de abril Reyes preparó la sección "libros recibidos" para el número 11 y 12 de Monterrey. Ese mismo día copia y retoca su libro sobre Mallarmé entre nosotros, trabaja en La Minuta (para el impresor neerlandés, Stols) y envía, a través de Ricardo Molinari, para que sean impresas en Francisco A. Colombo las obras: Yerbas del Tarahumara (que se terminará de imprimir el 19 de julio del 1934), Golfo de México (publicada ese mismo año) y Hombre triste (de la cual no hubo edición). Sobre el envío de los libros puede verse la carta a Ricardo Molinari de esa fecha en 20 epistolarios rioplatenses. De esa misiva se desprende el alto aprecio en que tenía a este joven escritor argentino quien era un entusiasta lector de ''Monterrey'' y la confianza que depositaba en su juicio literario pues le confía no estar seguro de la publicación del "Hombre triste". Por lo demás, esta carta deja ver también que Reyes tenía muy clara su idea editorial en cuanto al "tamaño, el sistema de la carpeta y el papel con orilla barbuda semejante a la edición de La caída". No es extraño entonces que el 31 de enero de ese año Reyes le dedique "A Ricardo E. Molinari" unos versos escritos "por su poema 'Una rosa para Stefan George con un dibujo de Federico García Lorca'". Tanto Reyes como Molinari, García Lorca y George, quien acababa de morir en diciembre del 33, eran emblemas de la alta cultura lírica de los años anteriores a la Segunda Guerra Mundial.
El jueves 10 de mayo, rumbo a Barcelona, pasa por Río Pablo Neruda, a quien Reyes menciona varias veces en su obra.
Entre el viernes 18 de mayo y el jueves 24 de mayo participa en la "Firma de los Protocolos de Leticia", el cual tenía el objetivo de terminar la guerra entre Perú y Colombia y concluir definitivamente su conflicto limítrofe. Se preveía que dicho acuerdo iba a durar mucho tiempo, incluso un año; sin embargo, gracias a las habilidades de Reyes se logró abreviar su conciliación.
Entre el miércoles 6 de junio y el 11 de julio, cuando termina "por fin el condenado informe anual julio 33 - mayo 34" Reyes consigna que se encuentra agobiado por el exceso de trabajo por las fatigas y la intoxicación de tabaco. Estas frases nos hacen ver que Alfonso Reyes podía ser un fumador relativamente compulsivo, de ahí la presencia del tabaco en su obra, ya en la traducción de un poema de Mallarmé, ya en los versos que forman parte de La Minuta: "Minuta No. XXXIV" y "Polos del exceso XXXV" o en el poema "¡Muera el tabaco!" fechado el 10 de julio de 1942 en México cuando se podría conjeturar que Reyes dejó de fumar. Sobre la fatiga crónica cabe señalar que los informes que envía Reyes desde junio de 1933 hasta junio de 1934 abarcan más de 250 páginas (desde la página 120 hasta la 360) del Tomo II de Misión Diplomática, y que en medio de eso tiene que atender visitas y recibir personas que van desde el actor mexicano Ramón Novarro hasta el nuncio apostólico en el Brasil, para no hablar de su propia tarea literaria y editorial.
El martes 10 de julio pasa por Río Torres Bodet rumbo a Buenos Aires donde se desempeña como encargado de negocios ese año y el siguiente, ese día se encuentran y para tener una noción de la relación entre ambos puede revisarse la correspondencia editada por Fernando Curiel, aunque las cartas solo llegan hasta 1930 o bien las menciones de Reyes a Torres Bodet en su obra.
El lunes 16 de julio recibe pruebas desde Maastricht de su libro Minuta y ese mismo día a las seis horas menos diez minutos es "solemnemente promulgada nueva constitución del Brasil". Al día siguiente la asamblea elige como presidente de la República Getúlio Vargas por cuatro años (1934-1938) quien tomará posesión el 20 de julio. Ese mismo 17 de julio pasa su amiga, poeta y admiradora puertorriqueña Concha Meléndez, quien por entonces tenía 39 años y quien ese mismo año escribiría el libro Alfonso Reyes: flechador de ondas (Habana, 1935) en el que se ocupa rigurosamente de la poesía de Reyes y el cual le granjeó la amistad del escritor regio. Más tarde publicaría otra obra titulada Moradas de poesía en Alfonso Reyes (San Juan de Puerto Rico, 1973). La poeta daba clases en la Universidad de Puerto Rico y poco más tarde le pediría a Reyes una foto para sus estudiantes.
El sábado 21 de julio pasan por Río los Díez-Canedo rumbo a España, pues Enrique 'dimitió el cargo de ministro en Montevideo' por razones políticas pues está en crisis la República, como había anunciado a Reyes en su carta no.78 del 10 de junio: 'Le anuncio nuestra llegada y nuestra rápida partida en el Conte Grande , que sale de aquí el 18 y llega a Río el 21'. La noticia de su renuncia se la había dado Enrique a Reyes en la carta no.77 fechada en Montevideo desde el 10 de junio de 1934 pero las autoridades españolas le pidieron que no se marchara de inmediato y que permaneciera en su puesto esperando instrucciones. El movimiento se debió a que desde el gobierno "estaban quitando a todos los que tenían relación con [Manuel] Azaña".
El jueves 26 de julio envió para se publicaran en Italia en la revista Lírica dirigida por Aldo Capasso sus poemas 'Teoría prosaica', 'Consagración'. 'Sol de Monterrey' y 'Los Ángeles' (dedicada a Jean Cocteau) que más tarde recogerá en sus obras completas. El crítico y editor Aldo Capasso había invitado a Gabriela Mistral a formar parte del consejo editorial de esa revista.
El sábado 28 de julio Getulio Vargas, ya como presidente, ''recibe al cuerpo diplomático y gobierno por primera vez' y presenta a su gabinete.'' Ese mismo día Reyes recibirá entusiasta 'los primeros cinco ejemplares' de Golfo de México y Yerbas del Tarahumara, impresos por F. Colombo en Buenos Aires. Según escribe a Ricardo Molinari : ''¡Ya llegaron los cinco primeros ejemplares de mis dos poemitas! ¡Qué belleza! ¡Qué pureza!''.
El miércoles 1 de agosto llega a manos de Reyes el 'Boletín del Museo Nacional de Bellas Artes' de Buenos Aires correspondiente al mes de junio donde se publican sus apuntes sobre las 'Tablas de González', previamente publicados en Contemporáneos en México, en marzo de 1931 con las 'fotografías de veintidós tablas con incrustaciones de nácar sobre la Conquista de México' y en Monterrey en 1932 que incluye una carta del investigador Eduardo Schiaffino. Las obras a las que hace referencia el ensayo fueron realizadas a fines del siglo XVII y principios del siglo XVIII por el pintor español Miguel González y se conservan en el museo de Madrid (aunque existe otra serie en el Museo de Buenos Aires). Más tarde estas notas se integrarían en su título A lápiz (1946), el cual reúne textos publicados entre 1923 y 1946, y el cual se incluiría en el Tomo VIII de sus Obras Completas.

El domingo 24 de agosto recibe Reyes telegrama de México: "señora Reyes hase agravado enfermedad crónica padece, temiendo médicos desenlace fatal periodo dos meses. Caso desee venir, Secretaria estaría dispuesta llamar a usted oficialmente. Relaciones''. Reyes acepta de inmediato y saldrá de Rio el jueves 20 de septiembre afligido por diversos males entre ellos una congestión renal. Pasan 14 días de viaje por mar hasta el 4 de octubre, fecha en que llega a Nueva York a las dos de la mañana. El cónsul Nieto le informa que su 'Ifigenia' ha sido representada cinco veces en el teatro de la SEP en México. El domingo 7 y lunes 8 están en Washington y visita la Biblioteca del Congreso. El miércoles 10 y jueves 11 de octubre viaje en tren, pasan por San Luis Missouri y llegan el viernes 12 a Monterrey donde lo espera una parte de la familia y los amigos allegados. Sólo un periódico dio noticia de su paso, El Porvenir, "para que los estudiantes no vinieran en masa". Este comentario tiene que ver con los disturbios por el cierre de la Universidad "por el lío de la enseñanza socialista". El sábado 13 de octubre apunta entre signos de admiración ''¡México!'' , ciudad que había visitado por última vez en abril de 1927 antes de salir hacia Buenos Aires. Una de las primeras cosas que hace es ir a visitar a su ''mamacita, acabándose, pero con el ánimo entero y la cabeza perfecta'. Cabe recordar aquí la dedicatoria que años más tarde Reyes inscribirá en su Parentelia. Primer Libro de Recuerdos  (1957):
a la memoria de mi madre Doña Aurelia Ochoa de Reyes. Muchas veces me pediste un libro de recuerdos; muchas veces intenté comenzarlo, pero la emoción me detenía. Hubo que esperar la obra del tiempo. Tú ya no leerás estas páginas. Tampoco aquellos amigos de la fervorosa juventud que han ido cayendo uno tras otro. Me aflige pensar que mis confesiones se entregan 'a las multitudes desconocidas'. Escribo para ti.
El 13 de octubre se apersona en la Secretaría de Relaciones: visita al Secretario y a los jefes de sección; visita a su suegra, doña Elena Mota, y de paso confirma que sus libros están bien resguardados.

## Obras
Publica, entre otros, Capítulos de literatura española (1939-1945), Discurso por Virgilio (1931). De su obra poética, que revela un profundo conocimiento de los recursos formales, destacan Ifigenia cruel (1924), 5 casi sonetos (1931) título inventado por el propio Alfonso Reyes para denominar aquellos poemas suyos, el cual fue editado por Manuel Altolaguirre, Otra voz (1936) y Cantata en la tumba de Federico García Lorca (1937).
Dejó asimismo una valiosa obra como traductor (Laurence Sterne, G. K. Chesterton, Antón Chéjov) y como editor (Ruiz de Alarcón, Poema del Cid, Lope de Vega, Gracián, Arcipreste de Hita, Quevedo).
Una vez aquietados los vientos de la Revolución, la fama de Reyes en Europa llega a México y el Estado mexicano lo incorpora al servicio diplomático.
De 1920 a 1939 desempeñó diversos puestos dentro del servicio diplomático mexicano. Primero, en junio de 1920, fue nombrado segundo secretario de la Legación de México en España. Luego, encargado de negocios en España (de 1922 a 1924), ministro en Francia (de 1924 a 1927), embajador en Argentina (de 1927 a 1930 y de 1936 a 1937), y embajador en Brasil (de 1930 a 1935 y por último en 1938).
Durante su estancia en Buenos Aires, Reyes recibe una carta y auxilia a un colega diplomático y poeta, Pablo Neruda, que está atrapado y muriendo de aburrimiento en una perdida e ignota oficina comercial en Asia.

### Ensayo
Es la elegancia del castellano correcto: ni empobrecido ni sofisticado, un fraseo aleccionador que avanza tersamente. Esta amable holgura es un seno literario (o todavía más: lingüístico, pues de tan diáfano, el autor no parece estar «haciendo literatura») que acoge y dignifica la lengua compartida que conocemos porque usamos entre nosotros. Es un hablante que escribe sin censuras pero tampoco sin pecados de pseudo-oralidad y lo que fluye es algo que se admira con cercanía.
Alberto Paredes

## Influencia y reconocimientos
Durante su etapa como embajador en Argentina, Reyes se relaciona con la brillante generación literaria de este país sudamericano. La amistad de Victoria Ocampo y el dominicano Pedro Henríquez Ureña lo reúne con Xul Solar, con Leopoldo Lugones, con un joven Jorge Luis Borges y un aún más joven Adolfo Bioy Casares, además del celebrado Paul Groussac. «Groussac me enseñó a escribir» —decía con humildad y con frecuencia—. Por su parte, a Jorge Luis Borges «sobre todo le subyugaba el refinado y seductor estilo literario del escritor mexicano»; tal era la admiración de Borges por él (Reyes era diez años mayor), que llegó a considerarlo «el mejor prosista de lengua española en cualquier época», y en su recuerdo escribió el poema «In memoriam». Los libros de escritores mexicanos van del Anáhuac al Río de la Plata, y en sentido inverso van los textos de autores argentinos.

### Creación de El Colegio de México
En abril de 1939, presidió la Casa de España en México, una institución fundada por él y por Daniel Cosío Villegas y por los intelectuales españoles refugiados de la guerra civil española (a los que él, junto con Cosío Villegas, ayudó a asilarse) que después se convertiría en el prestigiado El Colegio de México. Como se ha dicho, Alfonso Reyes fue presidente de La Casa de España y Daniel Cosío Villegas fungió como secretario de la institución, Cosío Villegas recuerda en sus Memorias que Alfonso Reyes le “propuso la fórmula ideal del gobierno dual de La Casa: él se encargaría de decir sí, y yo de decir que no”. A partir de octubre de 1940, con La Casa de España como antecedente, se constituye El Colegio de México, Alfonso Reyes, durante casi 17 años, hasta su fallecimiento, presidió la institución, con el apoyo decisivo de Daniel Cosío Villegas que durante los primeros años continuó como secretario de la institución, quien, a la muerte de Alfonso Reyes (1959), desde enero de 1960 hasta enero de 1963 fue el segundo presidente de El Colegio de México.

### La Capilla Alfonsina
En la primavera de 1938 comenzó la construcción de una casa con una biblioteca en la Ciudad de México que a la postre sería conocida como la Capilla Alfonsina y sería un punto de encuentro obligado para estudiantes, escritores noveles y funcionarios.

### Miembro de la Academia Mexicana de la Lengua
El 19 de abril de 1940, fue nombrado miembro de número de la Academia Mexicana de la Lengua, contraparte correspondiente de la Real Academia Española; ocupó la silla XVII y fue director entre 1957 y 1959.

### En El Colegio Nacional
Fue catedrático y fundador de El Colegio Nacional.

### Premio Nacional de Ciencias y Artes
En 1945, obtuvo el Premio Nacional de Ciencias y Artes en Literatura y Lingüística, por su libro La crítica de la edad ateniense.

### Crítica literaria
De 1924 a 1939, se convirtió en una figura esencial del continente hispánico de las letras, como atestiguó el propio Jorge Luis Borges. Fue el principal animador de la investigación literaria en México, y uno de los mejores críticos y ensayistas en lengua española.

### Candidatura al Premio Nobel

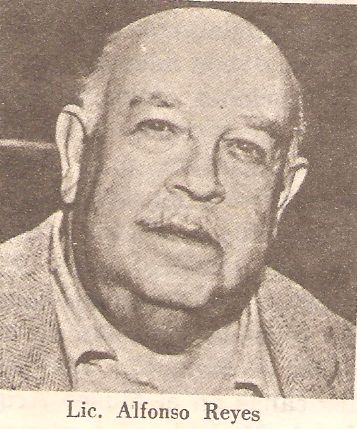
Retrato de Alfonso Reyes en edad avanzada

En 1949 Gabriela Mistral nominó a Alfonso Reyes para que se le otorgara el Premio Nobel de Literatura, en la que sería la primera de cinco candidaturas propuestas en los años 1949, 1953, 1956, 1958 y 1959. A la iniciativa de 1949, por ejemplo, se sumaron, entre otros, la Universidad Nacional Autónoma de México y, siguiendo la invitación de esta última, la Universidad de Cuenca, Ecuador, y la Universidad del Brasil. Sin embargo, el movimiento nacionalista mexicano, muy fuerte en ese momento, obstaculizó la candidatura pues, para su gusto, Reyes escribía demasiado sobre los griegos y muy poco de los aztecas y los problemas de su país.

### Doctoradoshonoris causa
Fue nombrado doctor honoris causa en letras por la Universidad de Princeton, en 1950 En 1946, la Universidad de La Habana le otorgó el doctorado honoris causa. El 14 de noviembre de 1958 recibió el doctorado honoris causa por la Universidad de París.
Ese mismo año, viajó en automóvil de la Ciudad de México a los Estados Unidos, para recibir el doctorado honoris causa de la Universidad de California en Berkeley. Las minifaldas que vio en un establecimiento de comida rápida, en California, le encantaron: "Aquí las chicas sirven comida usando patines y con los muslos al aire, como en la Creta minoica", escribió en su diario.[cita requerida]

### Medalla Alfonso Reyes
En 2011, un grupo de universitarios retoma la inspiración de la obra cultural de Alfonso Reyes y refundan el legendario Ateneo de la Juventud de 1909, bajo la asociación cultural que lleva por nombre Ateneo Nacional de la Juventud. Este grupo cultural entrega cada año la medalla Alfonso Reyes para "reconocer a las figuras intelectuales que hayan puesto en alto el nombre de México a través de las letras, las artes, las humanidades o la diplomacia."

## Deceso
El 27 de diciembre de 1959, falleció en la Ciudad de México, víctima de una afección cardíaca. Fue sepultado en la Rotonda de las Personas Ilustres.

## Obras completas
El Fondo de Cultura Económica publicó los 26 volúmenes de sus Obras completas, de cuya edición estuvo a cargo él mismo hasta antes de su muerte.
Sus temas y preocupaciones fueron siempre los grandes temas de la cultura clásica griega. Fue considerado por Borges "el mejor prosista del idioma español de cualquier época", según consta en el ensayo "La poesía", de la recopilación de sus conferencias Siete noches, publicada por el Fondo de Cultura Económica, y en otras obras.

## Obra publicada
| - Huellas (1922) - Pausa (1926) - Cinco casi sonetos (1931) - Sol de Monterrey (1932) - Romances del Río de enero (1933) - A la memoria de Ricardo Guiralde (1934) - Golfo de México (1934) - Yerbas del tarahumara (1934) - Minuta. Juego Poético (1935) - Infancia (1935) - Otra voz (1936) - Cantata en la tumba de Federico García Lorca (1937) - Villa de Unión (1940) - Algunos poemas, (1925-1939) (1941) - Romances (y afines) (1945) - La vega y el soto (1916-1943) (1946) - Cortesía (1909-1947) (1948) - Homero en Cuernavaca (1949) - Poema del Cid (Traducción) (1949) - La Iliada de Homero. Primera parte: Aquiles agraviado. Traslado de Alfonso Reyes (1951) - Obra poética (1952) - Nueve romances sordos (1954) - Bernardo Mandeville. El panal rumoroso o la redención de los bribones. Paráfrasis libre de Alfonso Reyes (1957) - Cuatro poemas en torno a Monterrey (1948) - Ifigenia Cruel (1924), obra puesta en metro músico por Roberto Téllez Oropeza (véase Ifigenia Cruel) y por Leandro Espinosa (véase Ifigenia Cruel). Ifigenia Cruel se representó por primera vez el 12 de abril de 2014, en la Ciudad de México - Composiciones presentadas en los exámenes de primero y segundo curso de literatura, en la Escuela Nacional Preparatoria, por el alumno... (1907) - Los "poemas rústicos" de Manuel José Othón. Conferencias en el Ateneo de la Juventud (1910) - Cuestiones estéticas, (1911) - El paisaje en la poesía mexicana del siglo XVI (1911) - El suicida. Libro de ensayos, (1917) - Visión de Anáhuac (1519) (1917) - Cartones de Madrid (1914-1917), (1917) - Retratos reales e imaginarios (1920) - Simpatías y diferencias: Primera serie: Páginas del jueves (1921) Segunda serie: I Crítica/II Historia menor (1921) Tercera serie: I Simpatías/II El cisne (1922) - El cazador. Ensayos y divagaciones (1921) - L'evolution du Mexique (1923) - Calendario (1924) - Simples remarques sur le Mexique (1926) - Reloj de sol. Quinta serie de "Simpatías y diferencias" (1926) - Cuestiones gongorinas (1927) - Fuga de Navidad (1929) - La saeta (1931) - Discurso por Virgilio (1931) - A vuelta de correo (1932) - En el día americano (1932) - Horas de Burgos (1932) - Atenea política (1932) - En el ventanillo de Toledo (1932) - Tren de ondas (1932) - Voto por la Universidad del Norte (1933) - La caída. Exégesis en marfil (1933) - Tránsito de Amado Nervo (1937) - La idea política de Goethe (1937) - Las vísperas de España (1937) - Aquellos días (1937) - Mallarmé entre nosotros (1938) - Capítulos de literatura española: Primera serie (1939) Segunda serie (1945) - La crítica en la edad ateniense (600 a 300 a. C.) (1941) - Pasado inmediato y otros ensayos (1942) - Los siete sobre Deva. Sueño de una tarde de agosto (1942) - La antigua retórica (1942) - Última Tule (1942) - La experiencia literaria (1942) - El deslinde. Prolegómenos a la teoría literaria (1944) - Tentativas y orientaciones (1944) - Dos o tres mundos. Cuentos y ensayos (1944) - Norte y sur (1925-1942) (1944) - El Brasil y su cultura (1944) - Tres puntos de exegética literaria (1945) - Los regiomontanos (1945) - Los trabajos y los días, 1934-1944 (1945) - Las letras patrias (1946) - Por mayo era, por mayo... (1946) - Justo Sierra. Un discurso (1947) - A lápiz. 1923-1946 (1947) - Grata compañía (1948) - Entre libros, 1912-1923 (1948) - De un autor censurado en el Quijote (Antonio de Torquemada) (1948) - Panorama de la religión griega (1948) - Letras de la Nueva España (1948) - Sirtes (1932-1944) (1949) - De viva voz (1920-1947) (1949) - Mi idea de la historia (1949) - Junta de sombras. Estudios helénicos (1949) - Tertulia de Madrid (1949) - Cuatro ingenios (1950) - En torno al estudio de la religión griega (1951) - Trazos de historia literaria (1951) - Ancorajes (1951) - Interpretación de las edades hesiódicas (1951) - Medallones (1951) - La X en la frente. Algunas páginas sobre México (1952) - Marginalia Primera serie (1946-1951) (1952) Segunda serie (1909-1954) (1954) Tercera serie (1940-1959) (1959) - Memorias de cocina y bodega (1953) - Trayectoria de Goethe (1954) - Parentalia. Primer capítulo de mis recuerdos (1954) - La danza (1956) - Dos escritos sobre Paul Valéry (1957) - Las burlas veras (1957) - La filosofía helenística (1959) - Los nuevos caminos de la lingüística (1960) - A campo traviesa. Trazos de Jean-Pierre Marcillac (1960) - Al yunque (1944-1958) (1960) - La afición de Grecia (1960) - Albores. Segundo libro de recuerdos (1960) - El polifemo sin lágrimas (1961) - Oración del 9 de febrero (1963) - Dante y la ciencia de su época (1965) - Universidad, política y pueblo (1967) - Anecdotario (1968) - Prosa y poesía (1975) - El plano oblicuo. Cuentos y diálogos (1920) - El testimonio de Juan Peña (1930) - La casa del grillo (1938) - Verdad y mentira (1950) - Árbol de pólvora (1953) - Quince presencias (1955) - Los tres tesoros (1955) - Reliquias (recuerdos, intimidades): - Berkeleyana (1941) - Astillas (Literatura menor, juegos de pluma): - Burlas literarias (1919-1922) (1947) - Tres cartas y dos sonetos (1953) - Briznas I (1959) - Residuos (Orillas, relieves, gangas y flecos de la obra): - Cartilla moral (1944) (1952) - Resumen de la literatura mexicana (siglos XVI-XIX) (1957) - Instrumentos (Apuntes, notas, elementos de trabajo y estudio): - Introducción al estudio económico del Brasil (1936) (1938) - La inmigración en Francia (1927) (1947) - La constelación americana. Conversaciones de tres amigos, Buenos Aires, 23 de octubre al 19 de noviembre de 1936 (1950) - De la antigüedad a la Edad Media (1954) - Troya (1954) - Libros y libreros en la antigüedad (1955) - El triángulo egeo (1958) - La jornada aquea (1958) - Geógrafos del mundo antiguo (1959) - Testimonios (Memorias, reseñas): - El servicio diplomático mexicano (1933) (1937) - La conferencia colombo-peruana para el arreglo del incidente de Leticia. Río de Janeiro, 25 de octubre de 1933 al 24 de mayo de 1934 (1947) - Momentos de España: Memorias políticas, 1920-1923 (1947) - Crónicas de Francia: Vol. I (enero a abril de 1925) (1947) Vol. II (abril a junio de 1925) (1952) Vol. III (julio a diciembre de 1925) (1955) Vol. IV (enero a junio de 1926) (1956) Vol. V (junio de 1926 a febrero de 1927) (1957) - Documentos (Papeles ajenos): - Manuel García Blanco, el escritor mexicano Alfonso Reyes y Unamuno (1956) | Las Obras completas de Alfonso Reyes están conformadas por 26 tomos, editados por el Fondo de Cultura Económica entre 1955 y 1993. Reyes cuidó del tomo I al XII; posteriormente, Ernesto Mejía Sánchez se encargó de los tomos XIII al XXI. Los tomos restantes, del XXII al XXVI, fueron editados por José Luis Martínez.[cita requerida] Tomo I - Cuestiones estéticas - Capítulos de la literatura mexicana - Varia Tomo II - Visión de Anáhuac - Las vísperas de España - Calendario. Con un retrato del autor, de José Moreno Villa. Tomo III - El plano oblicuo - El cazador - El suicida - Aquellos días. Prólogo de Albert Gerchunoff. - Retratos reales e imaginarios Tomo IV - Simpatías y diferencias - Los dos caminos - Reloj de sol - Páginas adicionales. Proceden de El Sol de Madrid, año de 1919. Se recogieron por primera vez en la segunda edición de Simpatías y diferencias (México, 1945), mezcladas en el texto de las tres primeras series. Para la presente y tercera edición, se ha preferido destacarlas en una sección final. NOTA: todo el volumen está compuesto de artículos publicados de las cinco series de Simpatías y diferencias. Las páginas adicionales son artículos que no figuran dentro de las respectivas primeras ediciones, pero sí dentro de las segundas. El volumen está compuesto por páginas escritas y publicadas alrededor de 1915-1935. Colaboraciones en El Sol de Madrid Segunda edición: Reyes, Alfonso. Simpatías y diferencias. Tomo I y II. México: Porrúa, 1945. Impreso. Tomo V - Historia de un siglo - Las mesas de plomo Primeras apariciones de los títulos. Nacimiento en las colaboraciones en El Sol de Madrid y en otras publicaciones periódicas. Tomo VI - Capítulos de literatura española. Primera y segunda series. - De un autor censurado en el Quijote - Páginas adicionales. Compuesto de cuatro prólogos escritos en 1949 para los volúmenes antológicos de la Colección Austral de Espasa Calpe, a saber: Tertulia de Madrid, Cuatro Ingenios, Trazos de historia literaria y Medallones. También se incluye el ensayo “Ruiz de Alarcón y el teatro francés” y un apéndice con las referencias bibliográficas que escribió Reyes sobre Juan Ruiz de Alarcón. Tomo VII - Cuestiones gongorinas - Tres alcances a Góngora. Primera aparición de este título. Compuesto por “Sabor a Góngora”, artículo que se publicó parcialmente en La Nación (Buenos Aires, 15 de junio de 1928). Se integró primeramente en la segunda serie de "Capítulos de literatura española". Posteriormente, para la elaboración de las OC, se extrajo de dicho título y se integró en este tomo por razones temáticas. “Lo popular en Góngora”, al igual que el texto anterior, se trasladó de la segunda serie de "Capítulos de literatura española" a este tomo por la misma afinidad temática. Se publicó por primera vez en Ruta, México, junio de 1938. Por último, el texto “La estrofa reacia del Polifemo”, se publicó por primera vez en la Nueva Revista de Filología Hispánica, El Colegio de México, VIII, núm. 3, 1954, pp. 295-306. - Varia - Entre libros - Páginas adicionales Tomo VIII - Tránsito de Amado Nervo - De viva voz - A lápiz - Tren de ondas - Varia. Compuesto de “A vuelta de correo”. Para la edición de este tomo, se transcribió la segunda edición. También se incluye "Voto por la Universidad del Norte". Tomo IX - Norte y Sur - Los trabajos y los días - Historia natural das Laranjeiras Tomo X - Constancia poética Contenido: - Repaso poético. Poesías agrupadas bajo este título: Huellas, Pausa, 5 casi sonetos, Otra voz, Algunos poemas, Romances (y afines), La vega y el soto, Obra poética. - Cortesía - Ifigenia Cruel - Tres poemas - Jornada en sonetos - Romances sordos Tomo XI - Última Tule. - Tentativas y orientaciones. - No hay tal lugar… Tomo XII - Grata compañía. - Pasado inmediato. - Letras de la Nueva España. Tomo XIII - La crítica de la edad ateniense. Este libro es resultado de los cursos que impartió Reyes en la Facultad de Filosofía y Letras, entre el 7 de enero y el 11 de febrero de 1941. La obra ganó el Premio Nacional de Literatura, rama Premio Nacional de Ciencias y Artes (México) México, 1945. - La antigua retórica. Curso impartido en marzo de 1942 en la Facultad de Filosofía y Letras. Tomo XIV - La experiencia literaria. - Tres puntos de exegética literaria. - Páginas adicionales. Tomo XV - El deslinde. Prolegómenos a la teoría literaria. - Apuntes para la teoría literaria. Manuscritos inéditos hasta su aparición en este volumen. Tomo XVI - Religión griega. De los treinta y tres capítulos de forman este libro, únicamente nueve se han dado a conocer al público, el resto aparecen por primera vez. Mitología griega. Tomo XVII - Los héroes. - Junta de sombras. Tomo XVIII - Estudios helénicos. - El triángulo egeo. - La jornada aquea. - Geógrafos del mundo antiguo. - Algo más sobre los historiadores alejandrinos. Primera aparición como libro. Tomo XIX - Los poemas homéricos. - La Ilíada. - La afición de Grecia. Tomo XX - Rescoldo de Grecia. - La filosofía helenística. - Libros y libreros en la Antigüedad. - Andrenio: perfiles del hombre. - Cartilla moral. Tomo XXI - Los siete sobre Deva. - Ancorajes. - Sirtes. - Al yunque. - A campo traviesa. Tomo XXII - Marginalia. Primera, segunda y tercera series. - Las burlas veras. Primera, segunda y tercera series. Las burlas veras (primer ciento), Las burlas veras (segundo ciento), la tercera serie consta de 27 “burlas”, las cuales no habían sido coleccionadas hasta aparecieron en este tomo. Tomo XXIII - Ficciones. Incluye: Vida y ficción, Quince presencias, Burlas literarias, Árbol de pólvora, Anecdotario, Briznas, Égloga de los ciegos, Landrú-opereta, Los tres tesoros, El licencioso, Páginas adicionales. Tomo XXIV Memorias: - Oración del 9 de febrero. - Memoria a la facultad. Primera aparición como libro. - Tres cartas y dos sonetos. - Berkeleyana. - Cuando creí morir (1947, 1953, 1947). Primera aparición como libro. - Historia documental de mis libros. Reunido por primera vez en este tomo. - Parentalia (1949-1957). - Albores. - Páginas adicionales. Primera aparición de estas páginas. Tomo XXV - Culto a Mallarmé. - El Polifemo sin lágrimas. - Memorias de cocina y bodega. - Resumen de literatura mexicana. - Estudios lingüísticos. - Dante y la ciencia de su época. Tomo XXVI - Vida de Goethe. - Rumbo a Goethe. - Trayectoria de Goethe. - Escolios goethianos. - Teoría de la sanción. Tesis que Reyes escribió para obtener el título de abogado en 1913. - La cena, con ilustraciones de Santiago Caruso (México, La Caja de Cerillos, 2013) |